# Lista di asteroidi (8001-9000)
Di seguito una lista di asteroidi dal numero 8001 al 9000 con data di scoperta e scopritore.

## 8001-8100
| Nome                 | Designazione provvisoria | Data di scoperta  | Scopritore                                             |
| -------------------- | ------------------------ | ----------------- | ------------------------------------------------------ |
| 8001 Ramsden         | 1986 TR3                 | 4 ottobre 1986    | A. Mrkos                                               |
| 8002 Tonyevans       | 1986 XF5                 | 4 dicembre 1986   | A. Mrkos                                               |
| 8003 Kelvin          | 1987 RJ                  | 1 settembre 1987  | E. W. Elst                                             |
| (8004) 1987 RX       | 1987 RX                  | 12 settembre 1987 | H. Debehogne                                           |
| 8005 Albinadubois    | 1988 MJ                  | 16 giugno 1988    | E. F. Helin                                            |
| 8006 Tacchini        | 1988 QU                  | 22 agosto 1988    | Osservatorio San Vittore                               |
| 8007 -               | 1988 RU6                 | 8 settembre 1988  | H. Debehogne                                           |
| 8008 -               | 1988 TQ4                 | 10 ottobre 1988   | Y. Oshima                                              |
| 8009 Béguin          | 1989 BA1                 | 25 gennaio 1989   | C. Pollas                                              |
| 8010 Böhnhardt       | 1989 GB1                 | 3 aprile 1989     | E. W. Elst                                             |
| 8011 Saijokeiichi    | 1989 WG7                 | 29 novembre 1989  | K. Endate, K. Watanabe                                 |
| 8012 -               | 1990 HO3                 | 29 aprile 1990    | A. N. Żytkow, M. J. Irwin                              |
| 8013 Gordonmoore     | 1990 KA                  | 18 maggio 1990    | E. F. Helin                                            |
| (8014) 1990 MF       | 1990 MF                  | 26 giugno 1990    | E. F. Helin                                            |
| 8015 Marksimons      | 1990 QT2                 | 24 agosto 1990    | H. E. Holt                                             |
| 8016 -               | 1990 QW10                | 27 agosto 1990    | H. E. Holt                                             |
| 8017 -               | 1990 RM5                 | 15 settembre 1990 | H. E. Holt                                             |
| 8018 -               | 1990 SW                  | 16 settembre 1990 | H. E. Holt                                             |
| 8019 Karachkina      | 1990 TH12                | 14 ottobre 1990   | L. D. Schmadel, F. Börngen                             |
| 8020 Erzgebirge      | 1990 TV13                | 14 ottobre 1990   | F. Börngen, L. D. Schmadel                             |
| 8021 Walter          | 1990 UO2                 | 22 ottobre 1990   | C. S. Shoemaker, D. H. Levy                            |
| 8022 Scottcrossfield | 1990 VD7                 | 10 novembre 1990  | A. Mrkos                                               |
| 8023 Josephwalker    | 1991 DD                  | 17 febbraio 1991  | T. Urata                                               |
| 8024 Robertwhite     | 1991 FN                  | 17 marzo 1991     | E. F. Helin                                            |
| 8025 Forrestpeterson | 1991 FB4                 | 22 marzo 1991     | H. Debehogne                                           |
| 8026 Johnmckay       | 1991 JA1                 | 8 maggio 1991     | E. F. Helin                                            |
| 8027 Robertrushworth | 1991 PB12                | 7 agosto 1991     | H. E. Holt                                             |
| 8028 Joeengle        | 1991 QE                  | 30 agosto 1991    | R. H. McNaught                                         |
| 8029 Miltthompson    | 1991 RR30                | 15 settembre 1991 | H. E. Holt                                             |
| 8030 Williamknight   | 1991 SK                  | 29 settembre 1991 | R. H. McNaught                                         |
| 8031 Williamdana     | 1992 ER                  | 7 marzo 1992      | S. Ueda, H. Kaneda                                     |
| 8032 Michaeladams    | 1992 ES1                 | 8 marzo 1992      | S. Ueda, H. Kaneda                                     |
| 8033 -               | 1992 FY1                 | 26 marzo 1992     | S. Ueda, H. Kaneda                                     |
| 8034 Akka            | 1992 LR                  | 3 giugno 1992     | C. S. Shoemaker, E. M. Shoemaker                       |
| 8035 -               | 1992 TB                  | 2 ottobre 1992    | Spacewatch                                             |
| 8036 Maehara         | 1992 UG4                 | 26 ottobre 1992   | K. Endate, K. Watanabe                                 |
| 8037 -               | 1993 HO1                 | 20 aprile 1993    | R. H. McNaught                                         |
| 8038 -               | 1993 JG                  | 11 maggio 1993    | Y. Shimizu, T. Urata                                   |
| 8039 Grandprism      | 1993 RB16                | 15 settembre 1993 | H. Debehogne, E. W. Elst                               |
| 8040 Utsumikazuhiko  | 1993 SY3                 | 16 settembre 1993 | K. Endate, K. Watanabe                                 |
| 8041 Masumoto        | 1993 VR2                 | 15 novembre 1993  | F. Uto                                                 |
| 8042 -               | 1994 AX2                 | 12 gennaio 1994   | S. Ueda, H. Kaneda                                     |
| 8043 Fukuhara        | 1994 XE1                 | 6 dicembre 1994   | T. Kobayashi                                           |
| 8044 Tsuchiyama      | 1994 YT                  | 28 dicembre 1994  | T. Kobayashi                                           |
| 8045 Kamiyama        | 1995 AW                  | 6 gennaio 1995    | T. Kobayashi                                           |
| 8046 Ajiki           | 1995 BU                  | 25 gennaio 1995   | T. Kobayashi                                           |
| 8047 Akikinoshita    | 1995 BT3                 | 31 gennaio 1995   | T. Kobayashi                                           |
| 8048 Andrle          | 1995 DB1                 | 22 febbraio 1995  | M. Tichý, Z. Moravec                                   |
| 8049 -               | 1996 FL2                 | 17 marzo 1996     | NEAT                                                   |
| 8050 Beishida        | 1996 ST                  | 18 settembre 1996 | Beijing Schmidt CCD Asteroid Program                   |
| 8051 Pistoria        | 1997 PP4                 | 13 agosto 1997    | L. Tesi, G. Cattani                                    |
| 8052 Novalis         | 2093 P-L                 | 24 settembre 1960 | C. J. van Houten, I. van Houten-Groeneveld, T. Gehrels |
| 8053 Kleist          | 4082 P-L                 | 25 settembre 1960 | C. J. van Houten, I. van Houten-Groeneveld, T. Gehrels |
| 8054 Brentano        | 4581 P-L                 | 24 settembre 1960 | C. J. van Houten, I. van Houten-Groeneveld, T. Gehrels |
| 8055 Arnim           | 5004 P-L                 | 17 ottobre 1960   | C. J. van Houten, I. van Houten-Groeneveld, T. Gehrels |
| 8056 Tieck           | 6038 P-L                 | 24 settembre 1960 | C. J. van Houten, I. van Houten-Groeneveld, T. Gehrels |
| 8057 Hofmannsthal    | 4034 T-1                 | 26 marzo 1971     | C. J. van Houten, I. van Houten-Groeneveld, T. Gehrels |
| 8058 Zuckmayer       | 3241 T-3                 | 16 ottobre 1977   | C. J. van Houten, I. van Houten-Groeneveld, T. Gehrels |
| 8059 Deliyannis      | 1957 JP                  | 6 maggio 1957     | Università dell'Indiana                                |
| 8060 Anius           | 1973 SD1                 | 19 settembre 1973 | C. J. van Houten, I. van Houten-Groeneveld, T. Gehrels |
| 8061 Gaudium         | 1975 UF                  | 27 ottobre 1975   | P. Wild                                                |
| 8062 Okhotsymskij    | 1977 EZ                  | 13 marzo 1977     | N. S. Chernykh                                         |
| 8063 Cristinathomas  | 1977 XP2                 | 7 dicembre 1977   | S. J. Bus                                              |
| 8064 Lisitsa         | 1978 RR                  | 1 settembre 1978  | N. S. Chernykh                                         |
| 8065 Nakhodkin       | 1979 FD3                 | 31 marzo 1979     | N. S. Chernykh                                         |
| 8066 Poldimeri       | 1980 PB2                 | 6 agosto 1980     | R. M. West                                             |
| 8067 Helfenstein     | 1980 RU                  | 7 settembre 1980  | E. Bowell                                              |
| 8068 Vishnureddy     | 1981 EQ28                | 6 marzo 1981      | S. J. Bus                                              |
| 8069 Benweiss        | 1981 EF30                | 2 marzo 1981      | S. J. Bus                                              |
| 8070 DeMeo           | 1981 EM30                | 2 marzo 1981      | S. J. Bus                                              |
| 8071 Simonelli       | 1981 GO                  | 5 aprile 1981     | E. Bowell                                              |
| 8072 Yojikondo       | 1981 GO1                 | 1 aprile 1981     | Harvard Observatory                                    |
| 8073 Johnharmon      | 1982 BS                  | 24 gennaio 1982   | E. Bowell                                              |
| 8074 Slade           | 1984 WC2                 | 20 novembre 1984  | E. Bowell                                              |
| 8075 Roero           | 1985 PE                  | 14 agosto 1985    | E. Bowell                                              |
| 8076 Foscarini       | 1985 RV4                 | 15 settembre 1985 | H. Debehogne                                           |
| 8077 Hoyle           | 1986 AW2                 | 12 gennaio 1986   | E. Bowell                                              |
| 8078 Carolejordan    | 1986 RS2                 | 6 settembre 1986  | E. Bowell                                              |
| 8079 Bernardlovell   | 1986 XF1                 | 4 dicembre 1986   | E. Bowell                                              |
| 8080 Intel           | 1987 WU2                 | 17 novembre 1987  | CERGA                                                  |
| 8081 Leopardi        | 1988 DD                  | 17 febbraio 1988  | Osservatorio San Vittore                               |
| 8082 Haynes          | 1988 NR                  | 12 luglio 1988    | E. F. Helin                                            |
| 8083 Mayeda          | 1988 VB                  | 1 novembre 1988   | T. Seki                                                |
| 8084 Dallas          | 1989 CL1                 | 6 febbraio 1989   | M. Koishikawa                                          |
| 8085 -               | 1989 CD8                 | 7 febbraio 1989   | H. Debehogne                                           |
| 8086 Peterthomas     | 1989 RB6                 | 1 settembre 1989  | E. Bowell                                              |
| 8087 Kazutaka        | 1989 WA2                 | 29 novembre 1989  | K. Endate, K. Watanabe                                 |
| 8088 Australia       | 1990 SL27                | 23 settembre 1990 | Galina Ričardovna Kastel', L. V. Zhuravleva            |
| 8089 Yukar           | 1990 TW7                 | 13 ottobre 1990   | L. D. Schmadel, F. Börngen                             |
| 8090 -               | 1991 RO23                | 15 settembre 1991 | H. E. Holt                                             |
| 8091 -               | 1992 BG                  | 24 gennaio 1992   | T. Urata                                               |
| 8092 -               | 1992 DC10                | 29 febbraio 1992  | UESAC                                                  |
| 8093 -               | 1992 UZ2                 | 25 ottobre 1992   | N. Kawasato                                            |
| 8094 -               | 1992 UG3                 | 24 ottobre 1992   | A. Sugie                                               |
| 8095 -               | 1992 WS2                 | 18 novembre 1992  | S. Ueda, H. Kaneda                                     |
| 8096 Émilezola       | 1993 OW3                 | 20 luglio 1993    | E. W. Elst                                             |
| 8097 Yamanishi       | 1993 RE                  | 12 settembre 1993 | K. Endate, K. Watanabe                                 |
| 8098 Miyamotoatsushi | 1993 SH2                 | 19 settembre 1993 | K. Endate, K. Watanabe                                 |
| 8099 Okudoiyoshimi   | 1993 TE                  | 8 ottobre 1993    | H. Abe, S. Miyasaka                                    |
| 8100 Nobeyama        | 1993 XF                  | 4 dicembre 1993   | M. Hirasawa, S. Suzuki                                 |

## 8101-8200
| Nome                | Designazione provvisoria | Data di scoperta  | Scopritore                                             |
| ------------------- | ------------------------ | ----------------- | ------------------------------------------------------ |
| 8101 Yasue          | 1993 XK1                 | 15 dicembre 1993  | T. Kobayashi                                           |
| 8102 Yoshikazu      | 1994 AQ2                 | 14 gennaio 1994   | T. Kobayashi                                           |
| 8103 Fermi          | 1994 BE                  | 19 gennaio 1994   | Osservatorio di Farra d'Isonzo                         |
| 8104 Kumamori       | 1994 BW4                 | 19 gennaio 1994   | T. Kobayashi                                           |
| 8105 -              | 1994 WH2                 | 28 novembre 1994  | S. Ueda, H. Kaneda                                     |
| 8106 Carpino        | 1994 YB                  | 23 dicembre 1994  | M. Cavagna, P. Sicoli                                  |
| 8107 -              | 1995 BR4                 | 31 gennaio 1995   | Y. Shimizu, T. Urata                                   |
| 8108 Wieland        | 1995 BC16                | 30 gennaio 1995   | F. Börngen                                             |
| 8109 Danielwilliam  | 1995 DU1                 | 25 febbraio 1995  | C. W. Hergenrother                                     |
| 8110 Heath          | 1995 DE2                 | 27 febbraio 1995  | T. Kobayashi                                           |
| 8111 Hoepli         | 1995 GE                  | 2 aprile 1995     | A. Testa, V. Giuliani                                  |
| 8112 Cesi           | 1995 JJ                  | 3 maggio 1995     | Stroncone                                              |
| 8113 Matsue         | 1996 HD1                 | 21 aprile 1996    | R. H. McNaught, H. Abe                                 |
| 8114 Lafcadio       | 1996 HZ1                 | 24 aprile 1996    | H. Abe                                                 |
| 8115 Sakabe         | 1996 HB2                 | 24 aprile 1996    | R. H. McNaught, Y. Ikari                               |
| 8116 Jeanperrin     | 1996 HA15                | 17 aprile 1996    | E. W. Elst                                             |
| 8117 Yuanlongping   | 1996 SD1                 | 18 settembre 1996 | Beijing Schmidt CCD Asteroid Program                   |
| 8118 -              | 1996 WG3                 | 26 novembre 1996  | Beijing Schmidt CCD Asteroid Program                   |
| 8119 -              | 1997 TP25                | 12 ottobre 1997   | Beijing Schmidt CCD Asteroid Program                   |
| 8120 Kobe           | 1997 VT                  | 2 novembre 1997   | H. Abe                                                 |
| 8121 Altdorfer      | 2572 P-L                 | 24 settembre 1960 | C. J. van Houten, I. van Houten-Groeneveld, T. Gehrels |
| 8122 Holbein        | 4038 P-L                 | 24 settembre 1960 | C. J. van Houten, I. van Houten-Groeneveld, T. Gehrels |
| 8123 Canaletto      | 3138 T-1                 | 26 marzo 1971     | C. J. van Houten, I. van Houten-Groeneveld, T. Gehrels |
| 8124 Guardi         | 4370 T-1                 | 26 marzo 1971     | C. J. van Houten, I. van Houten-Groeneveld, T. Gehrels |
| 8125 Tyndareus      | 5493 T-2                 | 30 settembre 1973 | C. J. van Houten, I. van Houten-Groeneveld, T. Gehrels |
| 8126 Chanwainam     | 1966 BL                  | 20 gennaio 1966   | Purple Mountain Observatory                            |
| 8127 Beuf           | 1967 HA                  | 27 aprile 1967    | C. U. Cesco                                            |
| 8128 Nicomachus     | 1967 JP                  | 6 maggio 1967     | C. U. Cesco, A. R. Klemola                             |
| 8129 Michaelbusch   | 1975 SK1                 | 30 settembre 1975 | S. J. Bus                                              |
| 8130 Seeberg        | 1976 DJ1                 | 27 febbraio 1976  | F. Börngen                                             |
| 8131 Scanlon        | 1976 SC                  | 27 settembre 1976 | E. F. Helin                                            |
| 8132 Vitginzburg    | 1976 YA6                 | 18 dicembre 1976  | L. I. Chernykh                                         |
| 8133 Takanochoei    | 1977 DX3                 | 18 febbraio 1977  | H. Kosai, K. Hurukawa                                  |
| 8134 Minin          | 1978 SQ7                 | 26 settembre 1978 | L. V. Zhuravleva                                       |
| 8135 Davidmitchell  | 1978 VP10                | 7 novembre 1978   | E. F. Helin, S. J. Bus                                 |
| 8136 Landis         | 1979 MH2                 | 25 giugno 1979    | E. F. Helin, S. J. Bus                                 |
| 8137 Kvíz           | 1979 SJ                  | 19 settembre 1979 | Kleť                                                   |
| 8138 Craigbowers    | 1980 FF12                | 20 marzo 1980     | Perth Observatory                                      |
| 8139 Paulabell      | 1980 UM1                 | 31 ottobre 1980   | S. J. Bus                                              |
| 8140 Hardersen      | 1981 EO15                | 1 marzo 1981      | S. J. Bus                                              |
| 8141 Nikolaev       | 1982 SO4                 | 20 settembre 1982 | N. S. Chernykh                                         |
| 8142 Zolotov        | 1982 UR6                 | 20 ottobre 1982   | L. G. Karachkina                                       |
| 8143 Nezval         | 1982 VN                  | 11 novembre 1982  | A. Mrkos                                               |
| 8144 Hiragagennai   | 1982 VY2                 | 14 novembre 1982  | H. Kosai, K. Hurukawa                                  |
| 8145 Valujki        | 1983 RY4                 | 5 settembre 1983  | L. V. Zhuravleva                                       |
| 8146 Jimbell        | 1983 WG                  | 28 novembre 1983  | E. Bowell                                              |
| 8147 Colemanhawkins | 1984 SU3                 | 28 settembre 1984 | B. A. Skiff                                            |
| 8148 Golding        | 1985 CR2                 | 15 febbraio 1985  | H. Debehogne                                           |
| 8149 Ruff           | 1985 JN1                 | 11 maggio 1985    | C. S. Shoemaker, E. M. Shoemaker                       |
| 8150 Kaluga         | 1985 QL4                 | 24 agosto 1985    | N. S. Chernykh                                         |
| 8151 Andranada      | 1986 PK6                 | 12 agosto 1986    | L. V. Zhuravleva                                       |
| 8152 Martinlee      | 1986 VY                  | 3 novembre 1986   | A. Mrkos                                               |
| 8153 Gattacceca     | 1986 WO1                 | 25 novembre 1986  | A. Mrkos                                               |
| 8154 Stahl          | 1988 CQ7                 | 15 febbraio 1988  | E. W. Elst                                             |
| 8155 Battaglini     | 1988 QA                  | 17 agosto 1988    | Osservatorio San Vittore                               |
| 8156 Tsukada        | 1988 TR                  | 13 ottobre 1988   | K. Endate, K. Watanabe                                 |
| 8157 -              | 1988 XG2                 | 15 dicembre 1988  | Y. Oshima                                              |
| 8158 Herder         | 1989 UH7                 | 23 ottobre 1989   | F. Börngen                                             |
| 8159 Fukuoka        | 1990 BE1                 | 24 gennaio 1990   | K. Endate, K. Watanabe                                 |
| 8160 -              | 1990 MG                  | 21 giugno 1990    | H. E. Holt                                             |
| 8161 Newman         | 1990 QP3                 | 19 agosto 1990    | Oak Ridge Observatory                                  |
| 8162 -              | 1990 SK11                | 16 settembre 1990 | H. E. Holt                                             |
| 8163 Ishizaki       | 1990 UF2                 | 27 ottobre 1990   | T. Seki                                                |
| 8164 Andreasdoppler | 1990 UO3                 | 16 ottobre 1990   | E. W. Elst                                             |
| 8165 Gnädig         | 1990 WQ3                 | 21 novembre 1990  | E. W. Elst                                             |
| 8166 Buczynski      | 1991 AH1                 | 12 gennaio 1991   | B. G. W. Manning                                       |
| 8167 Ishii          | 1991 CM3                 | 14 febbraio 1991  | K. Endate, K. Watanabe                                 |
| 8168 Rogerbourke    | 1991 FK1                 | 18 marzo 1991     | E. F. Helin                                            |
| 8169 Mirabeau       | 1991 PO2                 | 2 agosto 1991     | E. W. Elst                                             |
| 8170 -              | 1991 PZ11                | 7 agosto 1991     | H. E. Holt                                             |
| 8171 Stauffenberg   | 1991 RV3                 | 5 settembre 1991  | F. Börngen, L. D. Schmadel                             |
| 8172 -              | 1991 RP15                | 15 settembre 1991 | H. E. Holt                                             |
| 8173 -              | 1991 RX23                | 11 settembre 1991 | H. E. Holt                                             |
| 8174 -              | 1991 SL2                 | 17 settembre 1991 | H. E. Holt                                             |
| 8175 Boerhaave      | 1991 VV5                 | 2 novembre 1991   | E. W. Elst                                             |
| 8176 -              | 1991 WA                  | 29 novembre 1991  | R. H. McNaught                                         |
| 8177 -              | 1992 BO                  | 28 gennaio 1992   | S. Ueda, H. Kaneda                                     |
| 8178 -              | 1992 DQ10                | 29 febbraio 1992  | UESAC                                                  |
| 8179 -              | 1992 EA7                 | 1 marzo 1992      | UESAC                                                  |
| 8180 -              | 1992 PY2                 | 6 agosto 1992     | H. E. Holt                                             |
| 8181 Rossini        | 1992 ST26                | 28 settembre 1992 | L. V. Zhuravleva                                       |
| 8182 Akita          | 1992 TX                  | 1 ottobre 1992    | M. Yanai, K. Watanabe                                  |
| 8183 -              | 1992 UE3                 | 22 ottobre 1992   | S. Ueda, H. Kaneda                                     |
| 8184 Luderic        | 1992 WL                  | 16 novembre 1992  | S. Ueda, H. Kaneda                                     |
| 8185 -              | 1992 WR2                 | 18 novembre 1992  | S. Ueda, H. Kaneda                                     |
| 8186 -              | 1992 WP3                 | 17 novembre 1992  | A. Sugie                                               |
| 8187 Akiramisawa    | 1992 XL                  | 15 dicembre 1992  | S. Otomo                                               |
| 8188 Okegaya        | 1992 YE3                 | 18 dicembre 1992  | Y. Mizuno, T. Furuta                                   |
| 8189 Naruke         | 1992 YG3                 | 30 dicembre 1992  | T. Hioki, S. Hayakawa                                  |
| 8190 Bouguer        | 1993 ON9                 | 20 luglio 1993    | E. W. Elst                                             |
| 8191 Mersenne       | 1993 OX9                 | 20 luglio 1993    | E. W. Elst                                             |
| 8192 Tonucci        | 1993 RB                  | 10 settembre 1993 | Stroncone                                              |
| 8193 Ciaurro        | 1993 SF                  | 17 settembre 1993 | Stroncone                                              |
| 8194 Satake         | 1993 SB1                 | 16 settembre 1993 | K. Endate, K. Watanabe                                 |
| 8195 -              | 1993 UC1                 | 19 ottobre 1993   | E. F. Helin                                            |
| 8196 -              | 1993 UB3                 | 16 ottobre 1993   | E. F. Helin                                            |
| 8197 Mizunohiroshi  | 1993 VX                  | 15 novembre 1993  | T. Kobayashi                                           |
| 8198 -              | 1993 VE2                 | 11 novembre 1993  | S. Ueda, H. Kaneda                                     |
| 8199 Takagitakeo    | 1993 XR                  | 9 dicembre 1993   | T. Kobayashi                                           |
| 8200 Souten         | 1994 AY1                 | 7 gennaio 1994    | M. Hirasawa, S. Suzuki                                 |

## 8201-8300
| Nome                | Designazione provvisoria | Data di scoperta  | Scopritore                                             |
| ------------------- | ------------------------ | ----------------- | ------------------------------------------------------ |
| 8201 -              | 1994 AH2                 | 5 gennaio 1994    | G. J. Garradd                                          |
| 8202 Gooley         | 1994 CX2                 | 11 febbraio 1994  | K. Endate, K. Watanabe                                 |
| 8203 Jogolehmann    | 1994 CP10                | 7 febbraio 1994   | E. W. Elst                                             |
| 8204 Takabatake     | 1994 GC1                 | 8 aprile 1994     | K. Endate, K. Watanabe                                 |
| 8205 Van Dijck      | 1994 PE10                | 10 agosto 1994    | E. W. Elst                                             |
| 8206 Masayuki       | 1994 WK1                 | 27 novembre 1994  | T. Kobayashi                                           |
| 8207 Suminao        | 1994 YS1                 | 1 dicembre 1994   | T. Kobayashi                                           |
| 8208 Volta          | 1995 DL2                 | 28 febbraio 1995  | P. Sicoli, P. Ghezzi                                   |
| 8209 Toscanelli     | 1995 DM2                 | 28 febbraio 1995  | P. Sicoli, P. Ghezzi                                   |
| 8210 NANTEN         | 1995 EH                  | 5 marzo 1995      | T. Kobayashi                                           |
| 8211 -              | 1995 EB1                 | 5 marzo 1995      | S. Ueda, H. Kaneda                                     |
| 8212 Naoshigetani   | 1995 EF1                 | 6 marzo 1995      | S. Otomo                                               |
| 8213 -              | 1995 FE                  | 26 marzo 1995     | Y. Shimizu, T. Urata                                   |
| 8214 Mirellalilli   | 1995 FH                  | 29 marzo 1995     | S. Mottola                                             |
| 8215 Zanonato       | 1995 FZ                  | 31 marzo 1995     | Y. Shimizu, T. Urata                                   |
| 8216 Melosh         | 1995 FX14                | 27 marzo 1995     | Spacewatch                                             |
| 8217 Dominikhašek   | 1995 HC                  | 21 aprile 1995    | P. Pravec, L. Šarounová                                |
| 8218 Hosty          | 1996 JH                  | 8 maggio 1996     | R. H. McNaught                                         |
| 8219 -              | 1996 JL                  | 10 maggio 1996    | R. H. McNaught, T. Kojima                              |
| 8220 Nanyou         | 1996 JD1                 | 13 maggio 1996    | T. Okuni                                               |
| 8221 La Condamine   | 1996 NA4                 | 14 luglio 1996    | E. W. Elst                                             |
| 8222 Gellner        | 1996 OX                  | 22 luglio 1996    | M. Tichý, Z. Moravec                                   |
| 8223 Bradshaw       | 1996 PD                  | 6 agosto 1996     | P. G. Comba                                            |
| 8224 Fultonwright   | 1996 PE                  | 6 agosto 1996     | P. G. Comba                                            |
| 8225 Emerson        | 1996 QC                  | 16 agosto 1996    | C. F. Durman, B. M. Ewen-Smith                         |
| 8226 -              | 1996 TF7                 | 5 ottobre 1996    | Y. Shimizu, T. Urata                                   |
| 8227 -              | 1996 VD4                 | 8 novembre 1996   | Beijing Schmidt CCD Asteroid Program                   |
| 8228 -              | 1996 YB2                 | 22 dicembre 1996  | Beijing Schmidt CCD Asteroid Program                   |
| 8229 Kozelský       | 1996 YU2                 | 28 dicembre 1996  | M. Wolf, L. Šarounová                                  |
| 8230 Perona         | 1997 TW16                | 8 ottobre 1997    | Stroncone                                              |
| 8231 Tetsujiyamada  | 1997 TX17                | 6 ottobre 1997    | K. Endate, K. Watanabe                                 |
| 8232 Akiramizuno    | 1997 UW3                 | 26 ottobre 1997   | T. Kobayashi                                           |
| 8233 Asada          | 1997 VZ2                 | 5 novembre 1997   | T. Kobayashi                                           |
| 8234 Nobeoka        | 1997 VK8                 | 3 novembre 1997   | T. Seki                                                |
| 8235 Fragonard      | 2096 P-L                 | 24 settembre 1960 | C. J. van Houten, I. van Houten-Groeneveld, T. Gehrels |
| 8236 Gainsborough   | 4040 P-L                 | 24 settembre 1960 | C. J. van Houten, I. van Houten-Groeneveld, T. Gehrels |
| 8237 Constable      | 7581 P-L                 | 17 ottobre 1960   | C. J. van Houten, I. van Houten-Groeneveld, T. Gehrels |
| 8238 Courbet        | 4232 T-1                 | 26 marzo 1971     | C. J. van Houten, I. van Houten-Groeneveld, T. Gehrels |
| 8239 Signac         | 1153 T-2                 | 29 settembre 1973 | C. J. van Houten, I. van Houten-Groeneveld, T. Gehrels |
| 8240 Matisse        | 4172 T-2                 | 29 settembre 1973 | C. J. van Houten, I. van Houten-Groeneveld, T. Gehrels |
| 8241 Agrius         | 1973 SE1                 | 19 settembre 1973 | C. J. van Houten, I. van Houten-Groeneveld, T. Gehrels |
| 8242 Joshemery      | 1975 SA1                 | 30 settembre 1975 | S. J. Bus                                              |
| 8243 Devonburr      | 1975 SF1                 | 30 settembre 1975 | S. J. Bus                                              |
| 8244 Mikolaichuk    | 1975 TO2                 | 3 ottobre 1975    | L. I. Chernykh                                         |
| 8245 Molnar         | 1977 RC9                 | 8 settembre 1977  | S. J. Bus                                              |
| 8246 Kotov          | 1979 QT8                 | 20 agosto 1979    | N. S. Chernykh                                         |
| 8247 Cherylhall     | 1979 SP14                | 20 settembre 1979 | S. J. Bus                                              |
| 8248 Gurzuf         | 1979 TV2                 | 14 ottobre 1979   | N. S. Chernykh                                         |
| 8249 Gershwin       | 1980 GG                  | 13 aprile 1980    | A. Mrkos                                               |
| 8250 Cornell        | 1980 RP                  | 2 settembre 1980  | E. Bowell                                              |
| 8251 Isogai         | 1980 VA                  | 8 novembre 1980   | T. Furuta                                              |
| 8252 Elkins-Tanton  | 1981 EY14                | 1 marzo 1981      | S. J. Bus                                              |
| 8253 Brunetto       | 1981 EU15                | 1 marzo 1981      | S. J. Bus                                              |
| 8254 Moskovitz      | 1981 EF18                | 2 marzo 1981      | S. J. Bus                                              |
| 8255 Masiero        | 1981 EZ18                | 2 marzo 1981      | S. J. Bus                                              |
| 8256 Shenzhou       | 1981 UZ9                 | 25 ottobre 1981   | Purple Mountain Observatory                            |
| 8257 Andycheng      | 1982 HO1                 | 28 aprile 1982    | E. Bowell                                              |
| 8258 McCracken      | 1982 RW1                 | 15 settembre 1982 | A. Mrkos                                               |
| 8259 -              | 1983 UG                  | 16 ottobre 1983   | Z. Vávrová                                             |
| 8260 Momcheva       | 1984 SH                  | 23 settembre 1984 | Bulgarian National Observatory                         |
| 8261 Ceciliejulie   | 1985 RD                  | 11 settembre 1985 | Copenhagen Observatory                                 |
| 8262 Carcich        | 1985 RG                  | 14 settembre 1985 | E. Bowell                                              |
| 8263 -              | 1986 QT                  | 26 agosto 1986    | H. Debehogne                                           |
| 8264 -              | 1986 QA3                 | 29 agosto 1986    | H. Debehogne                                           |
| 8265 -              | 1986 RB5                 | 1 settembre 1986  | H. Debehogne                                           |
| 8266 Bertelli       | 1986 TC                  | 1 ottobre 1986    | Osservatorio San Vittore                               |
| 8267 Kiss           | 1986 TX3                 | 4 ottobre 1986    | A. Mrkos                                               |
| 8268 Goerdeler      | 1987 SQ10                | 29 settembre 1987 | F. Börngen                                             |
| 8269 Calandrelli    | 1988 QB                  | 17 agosto 1988    | Osservatorio San Vittore                               |
| 8270 Winslow        | 1989 JF                  | 2 maggio 1989     | E. F. Helin                                            |
| 8271 Imai           | 1989 NY                  | 2 luglio 1989     | E. F. Helin                                            |
| 8272 Iitatemura     | 1989 SG                  | 24 settembre 1989 | Y. Mizuno, T. Furuta                                   |
| 8273 Apatheia       | 1989 WB2                 | 29 novembre 1989  | M. Akiyama, T. Furuta                                  |
| 8274 Soejima        | 1990 TJ1                 | 15 ottobre 1990   | K. Endate, K. Watanabe                                 |
| 8275 Inca           | 1990 VR8                 | 11 novembre 1990  | E. W. Elst                                             |
| 8276 Shigei         | 1991 FL                  | 17 marzo 1991     | S. Otomo, O. Muramatsu                                 |
| 8277 Machu-Picchu   | 1991 GV8                 | 8 aprile 1991     | E. W. Elst                                             |
| 8278 -              | 1991 JJ                  | 4 maggio 1991     | Y. Mizuno, T. Furuta                                   |
| 8279 Cuzco          | 1991 PN7                 | 6 agosto 1991     | E. W. Elst                                             |
| 8280 Petergruber    | 1991 PG16                | 7 agosto 1991     | H. E. Holt                                             |
| 8281 -              | 1991 PC18                | 8 agosto 1991     | H. E. Holt                                             |
| 8282 Delp           | 1991 RR40                | 10 settembre 1991 | F. Börngen                                             |
| 8283 Edinburgh      | 1991 SV                  | 30 settembre 1991 | R. H. McNaught                                         |
| 8284 Cranach        | 1991 TT13                | 8 ottobre 1991    | F. Börngen                                             |
| 8285 -              | 1991 UK3                 | 31 ottobre 1991   | S. Ueda, H. Kaneda                                     |
| 8286 Kouji          | 1992 EK1                 | 8 marzo 1992      | K. Endate, K. Watanabe                                 |
| 8287 -              | 1992 EJ4                 | 1 marzo 1992      | UESAC                                                  |
| 8288 -              | 1992 ED17                | 1 marzo 1992      | UESAC                                                  |
| 8289 An-Eefje       | 1992 JQ3                 | 3 maggio 1992     | H. Debehogne                                           |
| 8290 -              | 1992 NP                  | 2 luglio 1992     | E. F. Helin, L. Lee                                    |
| 8291 Bingham        | 1992 RV1                 | 2 settembre 1992  | E. W. Elst                                             |
| 8292 -              | 1992 SU14                | 30 settembre 1992 | H. E. Holt                                             |
| 8293 -              | 1992 UQ                  | 19 ottobre 1992   | S. Ueda, H. Kaneda                                     |
| 8294 Takayuki       | 1992 UM3                 | 26 ottobre 1992   | K. Endate, K. Watanabe                                 |
| 8295 Toshifukushima | 1992 UN4                 | 26 ottobre 1992   | K. Endate, K. Watanabe                                 |
| 8296 Miyama         | 1993 AD                  | 13 gennaio 1993   | K. Endate, K. Watanabe                                 |
| 8297 Gérardfaure    | 1993 QJ4                 | 18 agosto 1993    | E. W. Elst                                             |
| 8298 Loubna         | 1993 SQ10                | 22 gennaio 1993   | H. Debehogne, E. W. Elst                               |
| 8299 Téaleoni       | 1993 TP24                | 9 ottobre 1993    | E. W. Elst                                             |
| 8300 Iga            | 1994 AO2                 | 9 gennaio 1994    | T. Kobayashi                                           |

## 8301-8400
| Nome                 | Designazione provvisoria | Data di scoperta  | Scopritore                                             |
| -------------------- | ------------------------ | ----------------- | ------------------------------------------------------ |
| 8301 Haseyuji        | 1995 BG2                 | 30 gennaio 1995   | T. Kobayashi                                           |
| 8302 Kazukin         | 1995 CY                  | 3 febbraio 1995   | T. Kobayashi                                           |
| 8303 Miyaji          | 1995 CO1                 | 9 febbraio 1995   | T. Kobayashi                                           |
| 8304 Ryomichico      | 1995 DJ1                 | 22 febbraio 1995  | T. Kobayashi                                           |
| 8305 Teika           | 1995 DQ1                 | 22 febbraio 1995  | T. Kobayashi                                           |
| 8306 Shoko           | 1995 DY1                 | 24 febbraio 1995  | A. Nakamura                                            |
| 8307 Peltan          | 1995 EN                  | 5 marzo 1995      | J. Tichá                                               |
| 8308 Julie-Mélissa   | 1996 HD13                | 17 aprile 1996    | E. W. Elst                                             |
| 8309 -               | 1996 NL1                 | 14 luglio 1996    | NEAT                                                   |
| 8310 Seelos          | 1996 PL2                 | 9 agosto 1996     | NEAT                                                   |
| 8311 Zhangdaning     | 1996 TV1                 | 3 ottobre 1996    | Beijing Schmidt CCD Asteroid Program                   |
| 8312 -               | 1996 TJ12                | 15 ottobre 1996   | Y. Shimizu, T. Urata                                   |
| 8313 Christiansen    | 1996 YU1                 | 19 dicembre 1996  | Beijing Schmidt CCD Asteroid Program                   |
| 8314 Tsuji           | 1997 US8                 | 25 ottobre 1997   | K. Endate, K. Watanabe                                 |
| 8315 Bajin           | 1997 WA22                | 25 novembre 1997  | Beijing Schmidt CCD Asteroid Program                   |
| 8316 Wolkenstein     | 3002 P-L                 | 24 settembre 1960 | C. J. van Houten, I. van Houten-Groeneveld, T. Gehrels |
| 8317 Eurysaces       | 4523 P-L                 | 24 settembre 1960 | C. J. van Houten, I. van Houten-Groeneveld, T. Gehrels |
| 8318 Averroës        | 1306 T-2                 | 29 settembre 1973 | C. J. van Houten, I. van Houten-Groeneveld, T. Gehrels |
| 8319 Antiphanes      | 3365 T-2                 | 25 settembre 1973 | C. J. van Houten, I. van Houten-Groeneveld, T. Gehrels |
| 8320 van Zee         | 1955 RV                  | 13 settembre 1955 | Università dell'Indiana                                |
| 8321 Akim            | 1977 EX                  | 13 marzo 1977     | N. S. Chernykh                                         |
| 8322 Kononovich      | 1978 RL1                 | 5 settembre 1978  | N. S. Chernykh                                         |
| 8323 Krimigis        | 1979 UH                  | 17 ottobre 1979   | E. Bowell                                              |
| 8324 Juliadeleón     | 1981 DF2                 | 28 febbraio 1981  | S. J. Bus                                              |
| 8325 Trigo-Rodriguez | 1981 EM26                | 2 marzo 1981      | S. J. Bus                                              |
| 8326 Paulkling       | 1981 JS2                 | 6 maggio 1981     | C. S. Shoemaker, E. M. Shoemaker                       |
| 8327 Weihenmayer     | 1981 JE3                 | 6 maggio 1981     | C. S. Shoemaker, E. M. Shoemaker                       |
| 8328 Uyttenhove      | 1981 QQ2                 | 23 agosto 1981    | H. Debehogne                                           |
| 8329 Speckman        | 1982 FP3                 | 22 marzo 1982     | H. Debehogne                                           |
| 8330 Fitzroy         | 1982 FX3                 | 28 marzo 1982     | H. Debehogne                                           |
| 8331 Dawkins         | 1982 KK1                 | 27 maggio 1982    | C. S. Shoemaker, S. J. Bus                             |
| 8332 Ivantsvetaev    | 1982 TL2                 | 14 ottobre 1982   | L. V. Zhuravleva, L. G. Karachkina                     |
| 8333 Medina          | 1982 VF                  | 7 novembre 1982   | A. Mrkos                                               |
| 8334 -               | 1984 CF                  | 10 febbraio 1984  | J. Gibson                                              |
| 8335 Sarton          | 1984 DD1                 | 28 febbraio 1984  | H. Debehogne                                           |
| 8336 Šafařík         | 1984 SK1                 | 27 settembre 1984 | A. Mrkos                                               |
| 8337 -               | 1984 SF6                 | 22 settembre 1984 | H. Debehogne                                           |
| 8338 Ralhan          | 1985 FE3                 | 27 marzo 1985     | Copenhagen Observatory                                 |
| 8339 Kosovichia      | 1985 RM6                 | 15 settembre 1985 | N. S. Chernykh                                         |
| 8340 Mumma           | 1985 TS1                 | 15 ottobre 1985   | E. Bowell                                              |
| 8341 -               | 1986 QQ                  | 26 agosto 1986    | H. Debehogne                                           |
| 8342 -               | 1986 QN3                 | 29 agosto 1986    | H. Debehogne                                           |
| 8343 Tugendhat       | 1986 TG3                 | 4 ottobre 1986    | A. Mrkos                                               |
| 8344 Babette         | 1987 BB                  | 25 gennaio 1987   | T. Niijima, T. Urata                                   |
| 8345 Ulmerspatz      | 1987 BO1                 | 22 gennaio 1987   | E. W. Elst                                             |
| 8346 -               | 1987 DW6                 | 26 febbraio 1987  | H. Debehogne                                           |
| 8347 Lallaward       | 1987 HK                  | 21 aprile 1987    | C. S. Shoemaker, E. M. Shoemaker                       |
| 8348 Bhattacharyya   | 1988 BX                  | 26 gennaio 1988   | R. Rajamohan                                           |
| 8349 -               | 1988 DH1                 | 19 febbraio 1988  | Y. Oshima                                              |
| 8350 -               | 1989 AG                  | 2 gennaio 1989    | T. Hioki, N. Kawasato                                  |
| 8351 -               | 1989 EH1                 | 10 marzo 1989     | K. Suzuki, T. Furuta                                   |
| 8352 -               | 1989 GE                  | 6 aprile 1989     | S. Ueda, H. Kaneda                                     |
| 8353 Megryan         | 1989 GC4                 | 3 aprile 1989     | E. W. Elst                                             |
| 8354 -               | 1989 RF                  | 1 settembre 1989  | E. W. Elst                                             |
| 8355 Masuo           | 1989 RQ1                 | 5 settembre 1989  | E. F. Helin                                            |
| 8356 Wadhwa          | 1989 RO2                 | 3 settembre 1989  | C. S. Shoemaker, E. M. Shoemaker                       |
| 8357 O'Connor        | 1989 SC1                 | 25 settembre 1989 | Oak Ridge Observatory                                  |
| 8358 Rickblakley     | 1989 VN5                 | 4 novembre 1989   | C. S. Shoemaker, D. H. Levy                            |
| 8359 -               | 1989 WD                  | 19 novembre 1989  | S. Ueda, H. Kaneda                                     |
| 8360 -               | 1990 FD1                 | 26 marzo 1990     | A. Sugie                                               |
| 8361 -               | 1990 JN1                 | 1 maggio 1990     | A. N. Zytkow, M. J. Irwin                              |
| 8362 -               | 1990 QM1                 | 22 agosto 1990    | H. E. Holt                                             |
| 8363 -               | 1990 RV                  | 13 settembre 1990 | C. M. Olmstead                                         |
| 8364 -               | 1990 RE5                 | 15 settembre 1990 | H. E. Holt                                             |
| 8365 -               | 1990 RR5                 | 15 settembre 1990 | H. E. Holt                                             |
| 8366 -               | 1990 UL1                 | 20 ottobre 1990   | A. Sugie                                               |
| 8367 Bokusui         | 1990 UL2                 | 23 ottobre 1990   | T. Seki                                                |
| 8368 Lamont          | 1991 DM                  | 20 febbraio 1991  | R. H. McNaught                                         |
| 8369 Miyata          | 1991 GR                  | 8 aprile 1991     | E. F. Helin                                            |
| 8370 Vanlindt        | 1991 RK11                | 4 settembre 1991  | E. W. Elst                                             |
| 8371 Goven           | 1991 TJ14                | 2 ottobre 1991    | C. P. de Saint-Aignan                                  |
| 8372 -               | 1991 VC2                 | 9 novembre 1991   | S. Ueda, H. Kaneda                                     |
| 8373 Stephengould    | 1992 AB                  | 1 gennaio 1992    | C. S. Shoemaker, E. M. Shoemaker                       |
| 8374 Horohata        | 1992 AK1                 | 10 gennaio 1992   | S. Otomo                                               |
| 8375 Kenzokohno      | 1992 AP1                 | 12 gennaio 1992   | T. Seki                                                |
| 8376 -               | 1992 OZ9                 | 30 luglio 1992    | H. Debehogne, Á. López-G.                              |
| 8377 Elmerreese      | 1992 SD1                 | 23 settembre 1992 | K. Endate, K. Watanabe                                 |
| 8378 Sweeney         | 1992 SN1                 | 23 settembre 1992 | E. F. Helin                                            |
| 8379 Straczynski     | 1992 SW10                | 27 settembre 1992 | Spacewatch                                             |
| 8380 Tooting         | 1992 SW17                | 29 settembre 1992 | H. E. Holt                                             |
| 8381 Hauptmann       | 1992 SO24                | 21 settembre 1992 | F. Börngen                                             |
| 8382 Mann            | 1992 SQ26                | 23 settembre 1992 | F. Börngen                                             |
| 8383 -               | 1992 UA3                 | 25 ottobre 1992   | T. Hioki, S. Hayakawa                                  |
| 8384 -               | 1992 YB                  | 16 dicembre 1992  | T. Urata                                               |
| 8385 -               | 1993 AN                  | 13 gennaio 1993   | S. Ueda, H. Kaneda                                     |
| 8386 Vanvinckenroye  | 1993 BB6                 | 27 gennaio 1993   | E. W. Elst                                             |
| 8387 Fujimori        | 1993 DO                  | 19 febbraio 1993  | T. Seki                                                |
| 8388 -               | 1993 FO6                 | 17 marzo 1993     | UESAC                                                  |
| 8389 -               | 1993 FT37                | 19 marzo 1993     | UESAC                                                  |
| 8390 -               | 1993 FE48                | 19 marzo 1993     | UESAC                                                  |
| 8391 Kring           | 1993 HH3                 | 20 aprile 1993    | Spacewatch                                             |
| 8392 -               | 1993 OP                  | 18 luglio 1993    | E. F. Helin                                            |
| 8393 Tetsumasakamoto | 1993 TJ1                 | 15 ottobre 1993   | K. Endate, K. Watanabe                                 |
| 8394 -               | 1993 TM12                | 13 ottobre 1993   | H. E. Holt                                             |
| 8395 Rembaut         | 1993 TQ23                | 9 ottobre 1993    | E. W. Elst                                             |
| 8396 -               | 1993 UR2                 | 19 ottobre 1993   | E. F. Helin                                            |
| 8397 Chiakitanaka    | 1993 XO                  | 8 dicembre 1993   | S. Otomo                                               |
| 8398 Rubbia          | 1993 XY                  | 12 dicembre 1993  | Osservatorio di Farra d'Isonzo                         |
| 8399 Wakamatsu       | 1994 AD                  | 2 gennaio 1994    | T. Kobayashi                                           |
| 8400 Tomizo          | 1994 AQ                  | 4 gennaio 1994    | T. Kobayashi                                           |

## 8401-8500
| Nome                 | Designazione provvisoria | Data di scoperta  | Scopritore                                             |
| -------------------- | ------------------------ | ----------------- | ------------------------------------------------------ |
| 8401 Assirelli       | 1994 DA                  | 16 febbraio 1994  | Osservatorio di Farra d'Isonzo                         |
| 8402 -               | 1994 GH9                 | 11 aprile 1994    | E. F. Helin                                            |
| 8403 Minorushimizu   | 1994 JG                  | 6 maggio 1994     | T. Kobayashi                                           |
| 8404 -               | 1995 AN                  | 1 gennaio 1995    | T. B. Spahr                                            |
| 8405 Asbolus         | 1995 GO                  | 5 aprile 1995     | Spacewatch                                             |
| 8406 Iwaokusano      | 1995 HJ                  | 20 aprile 1995    | K. Endate, K. Watanabe                                 |
| 8407 Houlahan        | 1995 ON                  | 25 luglio 1995    | P. G. Comba                                            |
| 8408 Strom           | 1995 SX12                | 18 settembre 1995 | Spacewatch                                             |
| 8409 Valentaugustus  | 1995 WB43                | 28 novembre 1995  | R. Weber                                               |
| 8410 Hiroakiohno     | 1996 QZ1                 | 24 agosto 1996    | S. Ueda, H. Kaneda                                     |
| 8411 Celso           | 1996 TO                  | 3 ottobre 1996    | Osservatorio di Farra d'Isonzo                         |
| 8412 Zhaozhongxian   | 1996 TM6                 | 7 ottobre 1996    | Beijing Schmidt CCD Asteroid Program                   |
| 8413 Kawakami        | 1996 TV10                | 9 ottobre 1996    | S. Ueda, H. Kaneda                                     |
| 8414 Atsuko          | 1996 TW10                | 9 ottobre 1996    | S. Ueda, H. Kaneda                                     |
| 8415 -               | 1996 UT                  | 16 ottobre 1996   | Y. Shimizu, T. Urata                                   |
| 8416 Okada           | 1996 VB8                 | 3 novembre 1996   | S. Ueda, H. Kaneda                                     |
| 8417 Lancetaylor     | 1996 VG8                 | 7 novembre 1996   | K. Endate, K. Watanabe                                 |
| 8418 Mogamigawa      | 1996 VS30                | 10 novembre 1996  | T. Okuni                                               |
| 8419 Terumikazumi    | 1996 VK38                | 7 novembre 1996   | S. Ueda, H. Kaneda                                     |
| 8420 Angrogna        | 1996 WQ                  | 17 novembre 1996  | P. G. Comba                                            |
| 8421 Montanari       | 1996 XA9                 | 2 dicembre 1996   | Osservatorio San Vittore                               |
| 8422 Mohorovičić     | 1996 XJ26                | 5 dicembre 1996   | Osservatorio di Farra d'Isonzo                         |
| 8423 Macao           | 1997 AO22                | 11 gennaio 1997   | Beijing Schmidt CCD Asteroid Program                   |
| 8424 Toshitsumita    | 1997 CP                  | 1 febbraio 1997   | T. Kobayashi                                           |
| 8425 Zirankexuejijin | 1997 CJ29                | 14 febbraio 1997  | Beijing Schmidt CCD Asteroid Program                   |
| 8426 -               | 1997 ST                  | 16 settembre 1997 | Beijing Schmidt CCD Asteroid Program                   |
| 8427 -               | 1997 TH17                | 6 ottobre 1997    | Y. Shimizu, T. Urata                                   |
| 8428 Okiko           | 1997 VJ8                 | 3 novembre 1997   | T. Seki                                                |
| 8429 -               | 1997 YK4                 | 23 dicembre 1997  | Beijing Schmidt CCD Asteroid Program                   |
| 8430 Florey          | 1997 YB5                 | 25 dicembre 1997  | F. B. Zoltowski                                        |
| 8431 Haseda          | 1997 YQ13                | 1 dicembre 1997   | T. Kobayashi                                           |
| 8432 Tamakasuga      | 1997 YD18                | 27 dicembre 1997  | A. Nakamura                                            |
| 8433 Brachyrhynchus  | 2561 P-L                 | 24 settembre 1960 | C. J. van Houten, I. van Houten-Groeneveld, T. Gehrels |
| 8434 Columbianus     | 6571 P-L                 | 24 settembre 1960 | C. J. van Houten, I. van Houten-Groeneveld, T. Gehrels |
| 8435 Anser           | 6643 P-L                 | 26 settembre 1960 | C. J. van Houten, I. van Houten-Groeneveld, T. Gehrels |
| 8436 Leucopsis       | 2259 T-1                 | 25 marzo 1971     | C. J. van Houten, I. van Houten-Groeneveld, T. Gehrels |
| 8437 Bernicla        | 3057 T-1                 | 26 marzo 1971     | C. J. van Houten, I. van Houten-Groeneveld, T. Gehrels |
| 8438 Marila          | 4825 T-1                 | 13 maggio 1971    | C. J. van Houten, I. van Houten-Groeneveld, T. Gehrels |
| 8439 Albellus        | 2034 T-2                 | 29 settembre 1973 | C. J. van Houten, I. van Houten-Groeneveld, T. Gehrels |
| 8440 Wigeon          | 1017 T-3                 | 17 ottobre 1977   | C. J. van Houten, I. van Houten-Groeneveld, T. Gehrels |
| 8441 Lapponica       | 4008 T-3                 | 16 ottobre 1977   | C. J. van Houten, I. van Houten-Groeneveld, T. Gehrels |
| 8442 Ostralegus      | 4237 T-3                 | 16 ottobre 1977   | C. J. van Houten, I. van Houten-Groeneveld, T. Gehrels |
| 8443 Svecica         | 4343 T-3                 | 16 ottobre 1977   | C. J. van Houten, I. van Houten-Groeneveld, T. Gehrels |
| 8444 Popovich        | 1969 TR1                 | 8 ottobre 1969    | L. I. Chernykh                                         |
| 8445 Novotroitskoe   | 1973 QG2                 | 31 agosto 1973    | T. M. Smirnova                                         |
| 8446 Tazieff         | 1973 SB6                 | 28 settembre 1973 | N. S. Chernykh                                         |
| 8447 Cornejo         | 1974 OE                  | 16 luglio 1974    | Felix Aguilar Observatory                              |
| 8448 Belyakina       | 1976 UT1                 | 26 ottobre 1976   | T. M. Smirnova                                         |
| 8449 Maslovets       | 1977 EO1                 | 13 marzo 1977     | N. S. Chernykh                                         |
| 8450 Egorov          | 1977 QL1                 | 19 agosto 1977    | N. S. Chernykh                                         |
| 8451 Gaidai          | 1977 RY6                 | 11 settembre 1977 | N. S. Chernykh                                         |
| 8452 Clay            | 1978 WB                  | 27 novembre 1978  | Harvard Observatory                                    |
| 8453 Flaviataldini   | 1981 EQ                  | 1 marzo 1981      | H. Debehogne, G. DeSanctis                             |
| 8454 Micheleferrero  | 1981 EG1                 | 5 marzo 1981      | H. Debehogne, G. DeSanctis                             |
| 8455 Johnrayner      | 1981 ER6                 | 6 marzo 1981      | S. J. Bus                                              |
| 8456 Davegriep       | 1981 EJ7                 | 1 marzo 1981      | S. J. Bus                                              |
| 8457 Billgolisch     | 1981 EO8                 | 1 marzo 1981      | S. J. Bus                                              |
| 8458 Georgekoenig    | 1981 EY9                 | 1 marzo 1981      | S. J. Bus                                              |
| 8459 Larsbergknut    | 1981 EQ18                | 2 marzo 1981      | S. J. Bus                                              |
| 8460 Imainamahoe     | 1981 EP19                | 2 marzo 1981      | S. J. Bus                                              |
| 8461 Sammiepung      | 1981 EC21                | 2 marzo 1981      | S. J. Bus                                              |
| 8462 Hazelsears      | 1981 ED22                | 2 marzo 1981      | S. J. Bus                                              |
| 8463 Naomimurdoch    | 1981 EM27                | 2 marzo 1981      | S. J. Bus                                              |
| 8464 Polishook       | 1981 EF28                | 2 marzo 1981      | S. J. Bus                                              |
| 8465 Bancelin        | 1981 EQ31                | 2 marzo 1981      | S. J. Bus                                              |
| 8466 Leyrat          | 1981 EV34                | 2 marzo 1981      | S. J. Bus                                              |
| 8467 Benoîtcarry     | 1981 ES35                | 2 marzo 1981      | S. J. Bus                                              |
| 8468 Rhondastroud    | 1981 EA40                | 2 marzo 1981      | S. J. Bus                                              |
| 8469 -               | 1981 TZ                  | 5 ottobre 1981    | N. G. Thomas                                           |
| 8470 Dudinskaya      | 1982 SA4                 | 17 settembre 1982 | N. S. Chernykh                                         |
| 8471 Obrant          | 1983 RX4                 | 5 settembre 1983  | L. V. Zhuravleva                                       |
| 8472 Tarroni         | 1983 TC                  | 12 ottobre 1983   | Osservatorio San Vittore                               |
| 8473 -               | 1984 SS5                 | 21 settembre 1984 | H. Debehogne                                           |
| 8474 Rettig          | 1985 GA1                 | 15 aprile 1985    | E. Bowell                                              |
| 8475 Vsevoivanov     | 1985 PC2                 | 13 agosto 1985    | N. S. Chernykh                                         |
| 8476 -               | 1986 QT2                 | 28 agosto 1986    | H. Debehogne                                           |
| 8477 Andrejkiselev   | 1986 RF7                 | 6 settembre 1986  | L. V. Zhuravleva                                       |
| 8478 -               | 1987 DO6                 | 23 febbraio 1987  | H. Debehogne                                           |
| 8479 Held            | 1987 HD2                 | 29 aprile 1987    | A. Mrkos                                               |
| 8480 -               | 1987 RD1                 | 13 settembre 1987 | H. Debehogne                                           |
| 8481 -               | 1988 LH                  | 14 giugno 1988    | A. C. Gilmore, P. M. Kilmartin                         |
| 8482 Wayneolm        | 1988 RA11                | 14 settembre 1988 | S. J. Bus                                              |
| 8483 Kinwalaniihsia  | 1988 SY1                 | 16 settembre 1988 | S. J. Bus                                              |
| 8484 -               | 1988 VM2                 | 10 novembre 1988  | M. Arai, H. Mori                                       |
| 8485 Satoru          | 1989 FL                  | 29 marzo 1989     | T. Seki                                                |
| 8486 Asherschel      | 1989 QV                  | 26 agosto 1989    | R. H. McNaught                                         |
| 8487 -               | 1989 SQ                  | 29 settembre 1989 | Y. Mizuno, T. Furuta                                   |
| 8488 d'Argens        | 1989 SR1                 | 26 settembre 1989 | E. W. Elst                                             |
| 8489 Boulder         | 1989 TA3                 | 7 ottobre 1989    | E. W. Elst                                             |
| 8490 -               | 1989 TU10                | 4 ottobre 1989    | Y. Mizuno, T. Furuta                                   |
| 8491 Joelle-gilles   | 1989 YL5                 | 28 dicembre 1989  | E. W. Elst                                             |
| 8492 Kikuoka         | 1990 BZ                  | 21 gennaio 1990   | T. Seki                                                |
| 8493 Yachibozu       | 1990 BY1                 | 30 gennaio 1990   | M. Matsuyama, K. Watanabe                              |
| 8494 Edpatvega       | 1990 OT4                 | 25 luglio 1990    | H. E. Holt                                             |
| 8495 -               | 1990 QV1                 | 22 agosto 1990    | H. E. Holt                                             |
| 8496 Jandlsmith      | 1990 QO3                 | 16 agosto 1990    | Oak Ridge Observatory                                  |
| 8497 -               | 1990 RE7                 | 13 settembre 1990 | H. Debehogne                                           |
| 8498 Ufa             | 1990 RM17                | 15 settembre 1990 | L. V. Zhuravleva                                       |
| 8499 -               | 1990 SC13                | 22 settembre 1990 | H. Debehogne                                           |
| 8500 Hori            | 1990 TU                  | 10 ottobre 1990   | K. Endate, K. Watanabe                                 |

## 8501-8600
| Nome                 | Designazione provvisoria | Data di scoperta  | Scopritore                                             |
| -------------------- | ------------------------ | ----------------- | ------------------------------------------------------ |
| 8501 Wachholz        | 1990 TK8                 | 13 ottobre 1990   | L. D. Schmadel, F. Börngen                             |
| 8502 Bauhaus         | 1990 TR12                | 14 ottobre 1990   | F. Börngen, L. D. Schmadel                             |
| 8503 Masakatsu       | 1990 WX3                 | 21 novembre 1990  | K. Endate, K. Watanabe                                 |
| 8504 -               | 1990 YC                  | 17 dicembre 1990  | S. Ueda, H. Kaneda                                     |
| 8505 -               | 1990 YK                  | 19 dicembre 1990  | S. Ueda, H. Kaneda                                     |
| 8506 -               | 1991 CN                  | 5 febbraio 1991   | M. Arai, H. Mori                                       |
| 8507 -               | 1991 CB1                 | 15 febbraio 1991  | Spacewatch                                             |
| 8508 -               | 1991 CU1                 | 14 febbraio 1991  | S. Ueda, H. Kaneda                                     |
| 8509 -               | 1991 FV2                 | 20 marzo 1991     | H. Debehogne                                           |
| 8510 -               | 1991 PT8                 | 5 agosto 1991     | H. E. Holt                                             |
| 8511 -               | 1991 PY10                | 7 agosto 1991     | H. E. Holt                                             |
| 8512 -               | 1991 PC11                | 7 agosto 1991     | H. E. Holt                                             |
| 8513 -               | 1991 PK11                | 9 agosto 1991     | H. E. Holt                                             |
| 8514 -               | 1991 PK15                | 7 agosto 1991     | H. E. Holt                                             |
| 8515 Corvan          | 1991 RJ                  | 4 settembre 1991  | R. H. McNaught                                         |
| 8516 Hyakkai         | 1991 TW1                 | 13 ottobre 1991   | T. Hioki, S. Hayakawa                                  |
| 8517 -               | 1992 BB5                 | 28 gennaio 1992   | S. Ueda, H. Kaneda                                     |
| 8518 -               | 1992 DM6                 | 29 febbraio 1992  | UESAC                                                  |
| 8519 -               | 1992 DB10                | 29 febbraio 1992  | UESAC                                                  |
| 8520 -               | 1992 EC12                | 6 marzo 1992      | UESAC                                                  |
| 8521 Boulainvilliers | 1992 GF4                 | 4 aprile 1992     | E. W. Elst                                             |
| 8522 -               | 1992 ML                  | 25 giugno 1992    | G. J. Leonard                                          |
| 8523 Bouillabaisse   | 1992 PX                  | 8 agosto 1992     | E. W. Elst                                             |
| 8524 Paoloruffini    | 1992 RJ3                 | 2 settembre 1992  | E. W. Elst                                             |
| 8525 Nielsabel       | 1992 RZ5                 | 2 settembre 1992  | E. W. Elst                                             |
| 8526 Takeuchiyukou   | 1992 SM12                | 23 settembre 1992 | K. Endate, K. Watanabe                                 |
| 8527 Katayama        | 1992 SV12                | 28 settembre 1992 | K. Endate, K. Watanabe                                 |
| 8528 -               | 1992 SC24                | 29 settembre 1992 | H. E. Holt                                             |
| 8529 Sinzi           | 1992 UH2                 | 19 ottobre 1992   | K. Endate, K. Watanabe                                 |
| 8530 Korbokkur       | 1992 UK5                 | 25 ottobre 1992   | M. Hirasawa, S. Suzuki                                 |
| 8531 Mineosaito      | 1992 WX2                 | 16 novembre 1992  | K. Endate, K. Watanabe                                 |
| 8532 -               | 1992 YW3                 | 29 dicembre 1992  | Y. Kushida, O. Muramatsu                               |
| 8533 Oohira          | 1993 BM                  | 20 gennaio 1993   | T. Urata                                               |
| 8534 Knutsson        | 1993 FJ10                | 17 marzo 1993     | C.-I. Lagerkvist                                       |
| 8535 Pellesvanslös   | 1993 FH22                | 21 marzo 1993     | C.-I. Lagerkvist                                       |
| 8536 Måns            | 1993 FK23                | 21 marzo 1993     | C.-I. Lagerkvist                                       |
| 8537 Billochbull     | 1993 FG24                | 21 marzo 1993     | C.-I. Lagerkvist                                       |
| 8538 Gammelmaja      | 1993 FR26                | 21 marzo 1993     | C.-I. Lagerkvist                                       |
| 8539 Laban           | 1993 FT32                | 19 marzo 1993     | C.-I. Lagerkvist                                       |
| 8540 Ardeberg        | 1993 FK80                | 17 marzo 1993     | UESAC                                                  |
| 8541 Schalkenmehren  | 1993 TZ32                | 9 ottobre 1993    | E. W. Elst                                             |
| 8542 -               | 1993 VB2                 | 11 novembre 1993  | S. Ueda, H. Kaneda                                     |
| 8543 Tsunemi         | 1993 XO1                 | 15 dicembre 1993  | T. Kobayashi                                           |
| 8544 Sigenori        | 1993 YE                  | 17 dicembre 1993  | T. Kobayashi                                           |
| 8545 McGee           | 1994 AM1                 | 2 gennaio 1994    | B. G. W. Manning                                       |
| 8546 Kenmotsu        | 1994 AH3                 | 13 gennaio 1994   | K. Endate, K. Watanabe                                 |
| 8547 -               | 1994 CQ                  | 4 febbraio 1994   | S. Ueda, H. Kaneda                                     |
| 8548 Sumizihara      | 1994 ER3                 | 14 marzo 1994     | K. Endate, K. Watanabe                                 |
| 8549 Alcide          | 1994 FS                  | 30 marzo 1994     | Osservatorio di Farra d'Isonzo                         |
| 8550 Hesiodos        | 1994 PV24                | 12 agosto 1994    | E. W. Elst                                             |
| 8551 Daitarabochi    | 1994 VC7                 | 11 novembre 1994  | M. Hirasawa, S. Suzuki                                 |
| 8552 Hyoichi         | 1995 HE                  | 20 aprile 1995    | A. Nakamura                                            |
| 8553 Bradsmith       | 1995 HG                  | 20 aprile 1995    | K. Endate, K. Watanabe                                 |
| 8554 Gabreta         | 1995 KH                  | 25 maggio 1995    | M. Tichý                                               |
| 8555 Mirimao         | 1995 LD                  | 3 giugno 1995     | Stroncone                                              |
| 8556 Jana            | 1995 NB                  | 7 luglio 1995     | Z. Moravec                                             |
| 8557 Šaroun          | 1995 OK                  | 23 luglio 1995    | L. Šarounová                                           |
| 8558 Hack            | 1995 PC                  | 1 agosto 1995     | L. Tesi, A. Boattini                                   |
| 8559 -               | 1995 QM2                 | 25 agosto 1995    | Y. Shimizu, T. Urata                                   |
| 8560 Tsubaki         | 1995 SD5                 | 20 settembre 1995 | K. Endate, K. Watanabe                                 |
| 8561 Sikoruk         | 1995 SO29                | 26 settembre 1995 | T. V. Kryachko                                         |
| 8562 -               | 1995 SK53                | 28 settembre 1995 | Beijing Schmidt CCD Asteroid Program                   |
| 8563 -               | 1995 US                  | 19 ottobre 1995   | T. B. Spahr                                            |
| 8564 Anomalocaris    | 1995 UL3                 | 17 ottobre 1995   | Y. Shimizu, T. Urata                                   |
| 8565 -               | 1995 WB6                 | 24 novembre 1995  | T. Niijima, T. Urata                                   |
| 8566 -               | 1996 EN                  | 15 marzo 1996     | NEAT                                                   |
| 8567 -               | 1996 HW1                 | 23 aprile 1996    | Spacewatch                                             |
| 8568 Larrywilson     | 1996 RU2                 | 10 settembre 1996 | NEAT                                                   |
| 8569 Mameli          | 1996 TG                  | 1 ottobre 1996    | V. S. Casulli                                          |
| 8570 -               | 1996 TN10                | 9 ottobre 1996    | S. Ueda, H. Kaneda                                     |
| 8571 Taniguchi       | 1996 UX                  | 20 ottobre 1996   | T. Kobayashi                                           |
| 8572 Nijo            | 1996 UG1                 | 19 ottobre 1996   | J. Tichá, M. Tichý                                     |
| 8573 Ivanka          | 1996 VQ                  | 4 novembre 1996   | Z. Moravec                                             |
| 8574 Makotoirie      | 1996 VC2                 | 6 novembre 1996   | T. Kobayashi                                           |
| 8575 Seishitakeuchi  | 1996 VL8                 | 7 novembre 1996   | K. Endate, K. Watanabe                                 |
| 8576 -               | 1996 VN8                 | 7 novembre 1996   | S. Ueda, H. Kaneda                                     |
| 8577 Choseikomori    | 1996 VX8                 | 7 novembre 1996   | K. Endate, K. Watanabe                                 |
| 8578 Shojikato       | 1996 WZ                  | 19 novembre 1996  | T. Kobayashi                                           |
| 8579 Hieizan         | 1996 XV19                | 11 dicembre 1996  | T. Kobayashi                                           |
| 8580 Pinsky          | 1996 XZ25                | 14 dicembre 1996  | P. G. Comba                                            |
| 8581 Johnen          | 1996 YO2                 | 28 dicembre 1996  | N. Sato                                                |
| 8582 Kazuhisa        | 1997 AY                  | 2 gennaio 1997    | T. Kobayashi                                           |
| 8583 Froberger       | 1997 AK6                 | 8 gennaio 1997    | P. G. Comba                                            |
| 8584 -               | 1997 AN22                | 11 gennaio 1997   | Beijing Schmidt CCD Asteroid Program                   |
| 8585 Purpurea        | 2025 P-L                 | 24 settembre 1960 | C. J. van Houten, I. van Houten-Groeneveld, T. Gehrels |
| 8586 Epops           | 2563 P-L                 | 24 settembre 1960 | C. J. van Houten, I. van Houten-Groeneveld, T. Gehrels |
| 8587 Ruficollis      | 3078 P-L                 | 25 settembre 1960 | C. J. van Houten, I. van Houten-Groeneveld, T. Gehrels |
| 8588 Avosetta        | 4025 P-L                 | 24 settembre 1960 | C. J. van Houten, I. van Houten-Groeneveld, T. Gehrels |
| 8589 Stellaris       | 4068 P-L                 | 24 settembre 1960 | C. J. van Houten, I. van Houten-Groeneveld, T. Gehrels |
| 8590 Pygargus        | 6533 P-L                 | 24 settembre 1960 | C. J. van Houten, I. van Houten-Groeneveld, T. Gehrels |
| 8591 Excubitor       | 6543 P-L                 | 24 settembre 1960 | C. J. van Houten, I. van Houten-Groeneveld, T. Gehrels |
| 8592 Rubetra         | 1188 T-1                 | 25 marzo 1971     | C. J. van Houten, I. van Houten-Groeneveld, T. Gehrels |
| 8593 Angustirostris  | 2186 T-1                 | 25 marzo 1971     | C. J. van Houten, I. van Houten-Groeneveld, T. Gehrels |
| 8594 Albifrons       | 2245 T-1                 | 25 marzo 1971     | C. J. van Houten, I. van Houten-Groeneveld, T. Gehrels |
| 8595 Dougallii       | 3233 T-1                 | 26 marzo 1971     | C. J. van Houten, I. van Houten-Groeneveld, T. Gehrels |
| 8596 Alchata         | 1298 T-2                 | 29 settembre 1973 | C. J. van Houten, I. van Houten-Groeneveld, T. Gehrels |
| 8597 Sandvicensis    | 2045 T-2                 | 29 settembre 1973 | C. J. van Houten, I. van Houten-Groeneveld, T. Gehrels |
| 8598 Tetrix          | 2202 T-2                 | 29 settembre 1973 | C. J. van Houten, I. van Houten-Groeneveld, T. Gehrels |
| 8599 Riparia         | 2277 T-2                 | 29 settembre 1973 | C. J. van Houten, I. van Houten-Groeneveld, T. Gehrels |
| 8600 Arundinaceus    | 3060 T-2                 | 30 settembre 1973 | C. J. van Houten, I. van Houten-Groeneveld, T. Gehrels |

## 8601-8700
| Nome                  | Designazione provvisoria | Data di scoperta  | Scopritore                                             |
| --------------------- | ------------------------ | ----------------- | ------------------------------------------------------ |
| 8601 Ciconia          | 3155 T-2                 | 30 settembre 1973 | C. J. van Houten, I. van Houten-Groeneveld, T. Gehrels |
| 8602 Oedicnemus       | 2480 T-3                 | 16 ottobre 1977   | C. J. van Houten, I. van Houten-Groeneveld, T. Gehrels |
| 8603 Senator          | 3134 T-3                 | 16 ottobre 1977   | C. J. van Houten, I. van Houten-Groeneveld, T. Gehrels |
| 8604 Vanier           | 1929 PK                  | 12 agosto 1929    | C. J. Krieger                                          |
| 8605 -                | 1968 OH                  | 18 luglio 1968    | C. Torres, S. Cofré                                    |
| 8606 -                | 1971 UG                  | 26 ottobre 1971   | L. Kohoutek                                            |
| 8607 -                | 1971 UT                  | 26 ottobre 1971   | L. Kohoutek                                            |
| 8608 Chelomey         | 1976 YO2                 | 16 dicembre 1976  | L. I. Chernykh                                         |
| 8609 Shuvalov         | 1977 QH3                 | 22 agosto 1977    | N. S. Chernykh                                         |
| 8610 Goldhaber        | 1977 UD                  | 22 ottobre 1977   | Harvard Observatory                                    |
| 8611 Judithgoldhaber  | 1977 UM4                 | 18 ottobre 1977   | S. J. Bus                                              |
| 8612 Burov            | 1978 SS7                 | 26 settembre 1978 | L. V. Zhuravleva                                       |
| 8613 Cindyschulz      | 1978 VE10                | 7 novembre 1978   | E. F. Helin, S. J. Bus                                 |
| 8614 Svedhem          | 1978 VP11                | 7 novembre 1978   | E. F. Helin, S. J. Bus                                 |
| 8615 Philipgrahamgood | 1979 MB2                 | 25 giugno 1979    | E. F. Helin, S. J. Bus                                 |
| 8616 Fogelquist       | 1980 FY4                 | 16 marzo 1980     | C.-I. Lagerkvist                                       |
| 8617 Fellous          | 1980 PW                  | 6 agosto 1980     | Z. Vávrová                                             |
| 8618 Sethjacobson     | 1981 DX                  | 28 febbraio 1981  | S. J. Bus                                              |
| 8619 -                | 1981 EH1                 | 6 marzo 1981      | H. Debehogne, G. DeSanctis                             |
| 8620 Lowkevrudolph    | 1981 EK5                 | 2 marzo 1981      | S. J. Bus                                              |
| 8621 Jimparsons       | 1981 EK7                 | 1 marzo 1981      | S. J. Bus                                              |
| 8622 Mayimbialik      | 1981 EM8                 | 1 marzo 1981      | S. J. Bus                                              |
| 8623 Johnnygalecki    | 1981 EQ9                 | 1 marzo 1981      | S. J. Bus                                              |
| 8624 Kaleycuoco       | 1981 ES9                 | 1 marzo 1981      | S. J. Bus                                              |
| 8625 Simonhelberg     | 1981 EX15                | 1 marzo 1981      | S. J. Bus                                              |
| 8626 Melissarauch     | 1981 EC18                | 2 marzo 1981      | S. J. Bus                                              |
| 8627 Kunalnayyar      | 1981 EU20                | 2 marzo 1981      | S. J. Bus                                              |
| 8628 Davidsaltzberg   | 1981 EX21                | 2 marzo 1981      | S. J. Bus                                              |
| 8629 Chucklorre       | 1981 EU26                | 2 marzo 1981      | S. J. Bus                                              |
| 8630 Billprady        | 1981 EY35                | 2 marzo 1981      | S. J. Bus                                              |
| 8631 Sherikboonstra   | 1981 EK41                | 2 marzo 1981      | S. J. Bus                                              |
| 8632 Egleston         | 1981 FR                  | 28 marzo 1981     | Harvard Observatory                                    |
| 8633 Keisukenagao     | 1981 FC1                 | 16 marzo 1981     | S. J. Bus                                              |
| 8634 Neubauer         | 1981 GG                  | 5 aprile 1981     | E. Bowell                                              |
| 8635 Yuriosipov       | 1985 PG2                 | 13 agosto 1985    | N. S. Chernykh                                         |
| 8636 Malvina          | 1985 UH2                 | 17 ottobre 1985   | CERGA                                                  |
| 8637 -                | 1986 CS1                 | 6 febbraio 1986   | H. Debehogne                                           |
| 8638 -                | 1986 QY                  | 26 agosto 1986    | H. Debehogne                                           |
| 8639 Vonšovský        | 1986 VB1                 | 3 novembre 1986   | A. Mrkos                                               |
| 8640 Ritaschulz       | 1986 VX5                 | 6 novembre 1986   | E. Bowell                                              |
| 8641 -                | 1987 BM1                 | 27 gennaio 1987   | P. Jensen                                              |
| 8642 Shawnkerry       | 1988 RZ11                | 14 settembre 1988 | S. J. Bus                                              |
| 8643 Quercus          | 1988 SC                  | 16 settembre 1988 | E. W. Elst                                             |
| 8644 Betulapendula    | 1988 SD                  | 16 settembre 1988 | E. W. Elst                                             |
| 8645 -                | 1988 TN                  | 5 ottobre 1988    | S. Ueda, H. Kaneda                                     |
| 8646 -                | 1988 TB1                 | 13 ottobre 1988   | S. Ueda, H. Kaneda                                     |
| 8647 Populus          | 1989 RG                  | 2 settembre 1989  | E. W. Elst                                             |
| 8648 Salix            | 1989 RJ                  | 2 settembre 1989  | E. W. Elst                                             |
| 8649 Juglans          | 1989 SS2                 | 26 settembre 1989 | E. W. Elst                                             |
| 8650 -                | 1989 TJ2                 | 5 ottobre 1989    | A. Mrkos                                               |
| 8651 Alineraynal      | 1989 YU5                 | 29 dicembre 1989  | E. W. Elst                                             |
| 8652 Acacia           | 1990 EA5                 | 2 marzo 1990      | E. W. Elst                                             |
| 8653 -                | 1990 KE                  | 20 maggio 1990    | R. H. McNaught                                         |
| 8654 -                | 1990 KC1                 | 20 maggio 1990    | R. H. McNaught                                         |
| 8655 -                | 1990 QJ1                 | 22 agosto 1990    | H. E. Holt                                             |
| 8656 Cupressus        | 1990 QY8                 | 16 agosto 1990    | E. W. Elst                                             |
| 8657 Cedrus           | 1990 QE9                 | 16 agosto 1990    | E. W. Elst                                             |
| 8658 -                | 1990 RG3                 | 14 settembre 1990 | H. E. Holt                                             |
| 8659 -                | 1990 SE11                | 17 settembre 1990 | H. E. Holt                                             |
| 8660 Sano             | 1990 TM1                 | 15 ottobre 1990   | K. Endate, K. Watanabe                                 |
| 8661 Ratzinger        | 1990 TA13                | 14 ottobre 1990   | L. D. Schmadel, F. Börngen                             |
| 8662 -                | 1990 UT10                | 22 ottobre 1990   | S. Ueda, H. Kaneda                                     |
| 8663 Davidjohnston    | 1991 DJ1                 | 18 febbraio 1991  | E. F. Helin                                            |
| 8664 Grigorijrichters | 1991 GR1                 | 10 aprile 1991    | E. F. Helin                                            |
| 8665 Daun-Eifel       | 1991 GA9                 | 8 aprile 1991     | E. W. Elst                                             |
| 8666 Reuter           | 1991 GG10                | 9 aprile 1991     | F. Börngen                                             |
| 8667 Fontane          | 1991 GH10                | 9 aprile 1991     | F. Börngen                                             |
| 8668 Satomimura       | 1991 HM                  | 16 aprile 1991    | S. Otomo, O. Muramatsu                                 |
| 8669 -                | 1991 NS1                 | 13 luglio 1991    | H. E. Holt                                             |
| 8670 -                | 1991 OM1                 | 18 luglio 1991    | H. Debehogne                                           |
| 8671 -                | 1991 PW                  | 5 agosto 1991     | H. E. Holt                                             |
| 8672 Morse            | 1991 PW16                | 6 agosto 1991     | E. W. Elst                                             |
| 8673 -                | 1991 RN5                 | 13 settembre 1991 | H. E. Holt                                             |
| 8674 -                | 1991 VA1                 | 4 novembre 1991   | S. Ueda, H. Kaneda                                     |
| 8675 -                | 1991 YZ                  | 30 dicembre 1991  | S. Ueda, H. Kaneda                                     |
| 8676 Lully            | 1992 CT2                 | 2 febbraio 1992   | E. W. Elst                                             |
| 8677 Charlier         | 1992 ES5                 | 2 marzo 1992      | UESAC                                                  |
| 8678 Bäl              | 1992 ER6                 | 1 marzo 1992      | UESAC                                                  |
| 8679 Tingstäde        | 1992 EG8                 | 2 marzo 1992      | UESAC                                                  |
| 8680 Rone             | 1992 EJ9                 | 2 marzo 1992      | UESAC                                                  |
| 8681 Burs             | 1992 EN9                 | 2 marzo 1992      | UESAC                                                  |
| 8682 Kräklingbo       | 1992 ER9                 | 2 marzo 1992      | UESAC                                                  |
| 8683 Sjölander        | 1992 EE13                | 2 marzo 1992      | UESAC                                                  |
| 8684 Reichwein        | 1992 FO3                 | 30 marzo 1992     | F. Börngen                                             |
| 8685 Fauré            | 1992 GG3                 | 4 aprile 1992     | E. W. Elst                                             |
| 8686 Akenside         | 1992 OX1                 | 26 luglio 1992    | E. W. Elst                                             |
| 8687 Caussols         | 1992 PV                  | 8 agosto 1992     | E. W. Elst                                             |
| 8688 Delaunay         | 1992 PV1                 | 8 agosto 1992     | E. W. Elst                                             |
| 8689 -                | 1992 PU3                 | 5 agosto 1992     | H. E. Holt                                             |
| 8690 Swindle          | 1992 SW3                 | 24 settembre 1992 | Spacewatch                                             |
| 8691 Etsuko           | 1992 UZ1                 | 21 ottobre 1992   | Y. Kushida, O. Muramatsu                               |
| 8692 -                | 1992 WH                  | 16 novembre 1992  | S. Ueda, H. Kaneda                                     |
| 8693 Matsuki          | 1992 WH1                 | 16 novembre 1992  | K. Endate, K. Watanabe                                 |
| 8694 -                | 1993 CO                  | 10 febbraio 1993  | S. Ueda, H. Kaneda                                     |
| 8695 Bergvall         | 1993 FW8                 | 17 marzo 1993     | UESAC                                                  |
| 8696 Kjeriksson       | 1993 FM16                | 17 marzo 1993     | UESAC                                                  |
| 8697 Olofsson         | 1993 FT23                | 21 marzo 1993     | UESAC                                                  |
| 8698 Bertilpettersson | 1993 FT41                | 19 marzo 1993     | UESAC                                                  |
| 8699 -                | 1993 FO48                | 19 marzo 1993     | UESAC                                                  |
| 8700 Gevaert          | 1993 JL1                 | 14 maggio 1993    | E. W. Elst                                             |

## 8701-8800
| Nome                 | Designazione provvisoria | Data di scoperta  | Scopritore                                             |
| -------------------- | ------------------------ | ----------------- | ------------------------------------------------------ |
| 8701 -               | 1993 LG2                 | 15 giugno 1993    | H. E. Holt                                             |
| 8702 Nakanishi       | 1993 VX3                 | 14 novembre 1993  | M. Hirasawa, S. Suzuki                                 |
| 8703 Nakanotadao     | 1993 XP1                 | 15 dicembre 1993  | T. Kobayashi                                           |
| 8704 Sadakane        | 1993 YJ                  | 17 dicembre 1993  | T. Kobayashi                                           |
| 8705 -               | 1994 AL3                 | 8 gennaio 1994    | H. Shiozawa, T. Urata                                  |
| 8706 Takeyama        | 1994 CM                  | 3 febbraio 1994   | T. Kobayashi                                           |
| 8707 Arakihiroshi    | 1994 CE2                 | 12 febbraio 1994  | T. Kobayashi                                           |
| 8708 -               | 1994 DD                  | 17 febbraio 1994  | S. Otomo                                               |
| 8709 Kadlu           | 1994 JF1                 | 14 maggio 1994    | C. S. Shoemaker, E. M. Shoemaker                       |
| 8710 Hawley          | 1994 JK9                 | 15 maggio 1994    | C. P. de Saint-Aignan                                  |
| 8711 Lukeasher       | 1994 LL                  | 5 giugno 1994     | C. W. Hergenrother                                     |
| 8712 Suzuko          | 1994 TH2                 | 2 ottobre 1994    | K. Endate, K. Watanabe                                 |
| 8713 Azusa           | 1995 BT2                 | 26 gennaio 1995   | K. Endate, K. Watanabe                                 |
| 8714 -               | 1995 OT                  | 24 luglio 1995    | Y. Shimizu, T. Urata                                   |
| 8715 -               | 1995 OX1                 | 26 luglio 1995    | Y. Shimizu, T. Urata                                   |
| 8716 Ginestra        | 1995 SB2                 | 23 settembre 1995 | V. S. Casulli                                          |
| 8717 Richviktorov    | 1995 SN29                | 26 settembre 1995 | T. V. Kryachko                                         |
| 8718 -               | 1995 UC8                 | 27 ottobre 1995   | Y. Shimizu, T. Urata                                   |
| 8719 Vesmír          | 1995 VR                  | 11 novembre 1995  | Kleť                                                   |
| 8720 Takamizawa      | 1995 WE1                 | 16 novembre 1995  | A. Nakamura                                            |
| 8721 AMOS            | 1996 AO3                 | 14 gennaio 1996   | AMOS                                                   |
| 8722 Schirra         | 1996 QU1                 | 19 agosto 1996    | R. G. Davis                                            |
| 8723 Azumayama       | 1996 SL7                 | 23 settembre 1996 | T. Okuni                                               |
| 8724 Junkoehara      | 1996 SK8                 | 17 settembre 1996 | S. Otomo                                               |
| 8725 Keiko           | 1996 TG5                 | 5 ottobre 1996    | H. Abe                                                 |
| 8726 Masamotonasu    | 1996 VP5                 | 14 novembre 1996  | T. Kobayashi                                           |
| 8727 -               | 1996 VZ7                 | 3 novembre 1996   | S. Ueda, H. Kaneda                                     |
| 8728 Mimatsu         | 1996 VF9                 | 7 novembre 1996   | K. Endate, K. Watanabe                                 |
| 8729 Descour         | 1996 VZ12                | 5 novembre 1996   | Spacewatch                                             |
| 8730 Iidesan         | 1996 VT30                | 10 novembre 1996  | T. Okuni                                               |
| 8731 Tejima          | 1996 WY                  | 19 novembre 1996  | T. Kobayashi                                           |
| 8732 Champion        | 1996 XR25                | 8 dicembre 1996   | T. Seki                                                |
| 8733 Ohsugi          | 1996 YB1                 | 20 dicembre 1996  | T. Kobayashi                                           |
| 8734 Warner          | 1997 AA                  | 1 gennaio 1997    | P. G. Comba                                            |
| 8735 Yoshiosakai     | 1997 AA1                 | 2 gennaio 1997    | T. Kobayashi                                           |
| 8736 Shigehisa       | 1997 AD7                 | 9 gennaio 1997    | T. Kobayashi                                           |
| 8737 Takehiro        | 1997 AL13                | 11 gennaio 1997   | T. Kobayashi                                           |
| 8738 Saji            | 1997 AQ16                | 5 gennaio 1997    | Saji                                                   |
| 8739 Morihisa        | 1997 BE3                 | 30 gennaio 1997   | T. Kobayashi                                           |
| 8740 Václav          | 1998 AS8                 | 12 gennaio 1998   | M. Tichý, Z. Moravec                                   |
| 8741 Suzukisuzuko    | 1998 BR8                 | 25 gennaio 1998   | T. Kobayashi                                           |
| 8742 Bonazzoli       | 1998 CB2                 | 14 febbraio 1998  | V. S. Casulli                                          |
| 8743 Kèneke          | 1998 EH12                | 1 marzo 1998      | E. W. Elst                                             |
| 8744 Cilla           | 1998 FE59                | 20 marzo 1998     | LINEAR                                                 |
| 8745 Delaney         | 1998 FO65                | 20 marzo 1998     | LINEAR                                                 |
| 8746 -               | 1998 FL68                | 20 marzo 1998     | LINEAR                                                 |
| 8747 Asahi           | 1998 FS73                | 24 marzo 1998     | T. Okuni                                               |
| 8748 -               | 1998 FV113               | 31 marzo 1998     | LINEAR                                                 |
| 8749 Beatles         | 1998 GJ10                | 3 aprile 1998     | J. Broughton                                           |
| 8750 Nettarufina     | 2197 P-L                 | 24 settembre 1960 | C. J. van Houten, I. van Houten-Groeneveld, T. Gehrels |
| 8751 Nigricollis     | 2594 P-L                 | 24 settembre 1960 | C. J. van Houten, I. van Houten-Groeneveld, T. Gehrels |
| 8752 Flammeus        | 2604 P-L                 | 24 settembre 1960 | C. J. van Houten, I. van Houten-Groeneveld, T. Gehrels |
| 8753 Nycticorax      | 2636 P-L                 | 24 settembre 1960 | C. J. van Houten, I. van Houten-Groeneveld, T. Gehrels |
| 8754 Leucorodia      | 4521 P-L                 | 24 settembre 1960 | C. J. van Houten, I. van Houten-Groeneveld, T. Gehrels |
| 8755 Querquedula     | 4586 P-L                 | 24 settembre 1960 | C. J. van Houten, I. van Houten-Groeneveld, T. Gehrels |
| 8756 Mollissima      | 6588 P-L                 | 24 settembre 1960 | C. J. van Houten, I. van Houten-Groeneveld, T. Gehrels |
| 8757 Cyaneus         | 6600 P-L                 | 24 settembre 1960 | C. J. van Houten, I. van Houten-Groeneveld, T. Gehrels |
| 8758 Perdix          | 6683 P-L                 | 24 settembre 1960 | C. J. van Houten, I. van Houten-Groeneveld, T. Gehrels |
| 8759 Porzana         | 7603 P-L                 | 17 ottobre 1960   | C. J. van Houten, I. van Houten-Groeneveld, T. Gehrels |
| 8760 Crex            | 1081 T-1                 | 25 marzo 1971     | C. J. van Houten, I. van Houten-Groeneveld, T. Gehrels |
| 8761 Crane           | 1163 T-1                 | 25 marzo 1971     | C. J. van Houten, I. van Houten-Groeneveld, T. Gehrels |
| 8762 Hiaticula       | 3196 T-1                 | 26 marzo 1971     | C. J. van Houten, I. van Houten-Groeneveld, T. Gehrels |
| 8763 Pugnax          | 3271 T-1                 | 26 marzo 1971     | C. J. van Houten, I. van Houten-Groeneveld, T. Gehrels |
| 8764 Gallinago       | 1109 T-2                 | 29 settembre 1973 | C. J. van Houten, I. van Houten-Groeneveld, T. Gehrels |
| 8765 Limosa          | 1274 T-2                 | 29 settembre 1973 | C. J. van Houten, I. van Houten-Groeneveld, T. Gehrels |
| 8766 Niger           | 1304 T-2                 | 29 settembre 1973 | C. J. van Houten, I. van Houten-Groeneveld, T. Gehrels |
| 8767 Commontern      | 1335 T-2                 | 29 settembre 1973 | C. J. van Houten, I. van Houten-Groeneveld, T. Gehrels |
| 8768 Barnowl         | 2080 T-2                 | 29 settembre 1973 | C. J. van Houten, I. van Houten-Groeneveld, T. Gehrels |
| 8769 Arctictern      | 2181 T-2                 | 29 settembre 1973 | C. J. van Houten, I. van Houten-Groeneveld, T. Gehrels |
| 8770 Totanus         | 3076 T-2                 | 30 settembre 1973 | C. J. van Houten, I. van Houten-Groeneveld, T. Gehrels |
| 8771 Biarmicus       | 3187 T-2                 | 30 settembre 1973 | C. J. van Houten, I. van Houten-Groeneveld, T. Gehrels |
| 8772 Minutus         | 4254 T-2                 | 29 settembre 1973 | C. J. van Houten, I. van Houten-Groeneveld, T. Gehrels |
| 8773 Torquilla       | 5006 T-2                 | 25 settembre 1973 | C. J. van Houten, I. van Houten-Groeneveld, T. Gehrels |
| 8774 Viridis         | 5162 T-2                 | 25 settembre 1973 | C. J. van Houten, I. van Houten-Groeneveld, T. Gehrels |
| 8775 Cristata        | 5490 T-2                 | 30 settembre 1973 | C. J. van Houten, I. van Houten-Groeneveld, T. Gehrels |
| 8776 Campestris      | 2287 T-3                 | 16 ottobre 1977   | C. J. van Houten, I. van Houten-Groeneveld, T. Gehrels |
| 8777 Torquata        | 5016 T-3                 | 16 ottobre 1977   | C. J. van Houten, I. van Houten-Groeneveld, T. Gehrels |
| 8778 -               | 1931 TD3                 | 10 ottobre 1931   | C. W. Tombaugh                                         |
| 8779 -               | 1971 UH1                 | 26 ottobre 1971   | L. Kohoutek                                            |
| 8780 Forte           | 1975 LT                  | 13 giugno 1975    | M. R. Cesco                                            |
| 8781 Yurka           | 1976 GA2                 | 1 aprile 1976     | N. S. Chernykh                                         |
| 8782 Bakhrakh        | 1976 UG2                 | 26 ottobre 1976   | T. M. Smirnova                                         |
| 8783 Gopasyuk        | 1977 EK1                 | 13 marzo 1977     | N. S. Chernykh                                         |
| 8784 -               | 1977 RQ19                | 9 settembre 1977  | C. M. Olmstead                                         |
| 8785 Boltwood        | 1978 RR1                 | 5 settembre 1978  | N. S. Chernykh                                         |
| 8786 Belskaya        | 1978 RA8                 | 2 settembre 1978  | C.-I. Lagerkvist                                       |
| 8787 Ignatenko       | 1978 TL4                 | 4 ottobre 1978    | T. M. Smirnova                                         |
| 8788 Labeyrie        | 1978 VP2                 | 1 novembre 1978   | K. Tomita                                              |
| 8789 Effertz         | 1978 VZ7                 | 7 novembre 1978   | E. F. Helin, S. J. Bus                                 |
| 8790 Michaelamato    | 1978 VN9                 | 7 novembre 1978   | E. F. Helin, S. J. Bus                                 |
| 8791 Donyabradshaw   | 1978 VG11                | 7 novembre 1978   | E. F. Helin, S. J. Bus                                 |
| 8792 Christyljohnson | 1978 VH11                | 7 novembre 1978   | E. F. Helin, S. J. Bus                                 |
| 8793 Thomasmüller    | 1979 QX                  | 22 agosto 1979    | C.-I. Lagerkvist                                       |
| 8794 Joepatterson    | 1981 EA7                 | 6 marzo 1981      | S. J. Bus                                              |
| 8795 Dudorov         | 1981 EO9                 | 1 marzo 1981      | S. J. Bus                                              |
| 8796 Sonnett         | 1981 EA12                | 7 marzo 1981      | S. J. Bus                                              |
| 8797 Duffard         | 1981 EU18                | 2 marzo 1981      | S. J. Bus                                              |
| 8798 Tarantino       | 1981 EF24                | 7 marzo 1981      | S. J. Bus                                              |
| 8799 Barnouin        | 1981 ER25                | 2 marzo 1981      | S. J. Bus                                              |
| 8800 Brophy          | 1981 EB26                | 2 marzo 1981      | S. J. Bus                                              |

## 8801-8900
| Nome                 | Designazione provvisoria | Data di scoperta  | Scopritore                       |
| -------------------- | ------------------------ | ----------------- | -------------------------------- |
| 8801 Nugent          | 1981 EQ29                | 1 marzo 1981      | S. J. Bus                        |
| 8802 Negley          | 1981 EW31                | 2 marzo 1981      | S. J. Bus                        |
| 8803 Kolyer          | 1981 EL34                | 2 marzo 1981      | S. J. Bus                        |
| 8804 Eliason         | 1981 JB2                 | 5 maggio 1981     | C. S. Shoemaker, E. M. Shoemaker |
| 8805 Petrpetrov      | 1981 UM11                | 22 ottobre 1981   | N. S. Chernykh                   |
| 8806 Fetisov         | 1981 UU11                | 22 ottobre 1981   | N. S. Chernykh                   |
| 8807 Schenk          | 1981 UD23                | 24 ottobre 1981   | S. J. Bus                        |
| 8808 Luhmann         | 1981 UH28                | 24 ottobre 1981   | S. J. Bus                        |
| 8809 Roversimonaco   | 1981 WE1                 | 24 novembre 1981  | E. Bowell                        |
| 8810 Johnmcfarland   | 1982 JM1                 | 15 maggio 1982    | E. F. Helin, E. M. Shoemaker     |
| 8811 Waltherschmadel | 1982 UX5                 | 20 ottobre 1982   | L. G. Karachkina                 |
| 8812 Kravtsov        | 1982 UY6                 | 20 ottobre 1982   | L. G. Karachkina                 |
| 8813 Leviathan       | 1983 WF1                 | 29 novembre 1983  | E. Bowell                        |
| 8814 Rosseven        | 1983 XG                  | 1 dicembre 1983   | E. Bowell                        |
| 8815 Deanregas       | 1984 DR                  | 23 febbraio 1984  | H. Debehogne                     |
| 8816 Gamow           | 1984 YN1                 | 17 dicembre 1984  | L. G. Karachkina                 |
| 8817 Roytraver       | 1985 JU1                 | 13 maggio 1985    | C. S. Shoemaker, E. M. Shoemaker |
| 8818 Hermannbondi    | 1985 RW2                 | 5 settembre 1985  | H. Debehogne                     |
| 8819 Chrisbondi      | 1985 RR4                 | 14 settembre 1985 | H. Debehogne                     |
| 8820 Anjandersen     | 1985 VG                  | 14 novembre 1985  | P. Jensen                        |
| 8821 -               | 1987 DP6                 | 23 febbraio 1987  | H. Debehogne                     |
| 8822 Shuryanka       | 1987 RQ2                 | 1 settembre 1987  | L. G. Karachkina                 |
| 8823 -               | 1987 WS3                 | 24 novembre 1987  | S. W. McDonald                   |
| 8824 Genta           | 1988 BH                  | 18 gennaio 1988   | M. Matsuyama, K. Watanabe        |
| 8825 -               | 1988 MF                  | 16 giugno 1988    | E. F. Helin                      |
| 8826 Corneville      | 1988 PZ1                 | 13 agosto 1988    | E. W. Elst                       |
| 8827 Kollwitz        | 1988 PO2                 | 13 agosto 1988    | F. Börngen                       |
| 8828 -               | 1988 RC7                 | 10 settembre 1988 | H. Debehogne                     |
| 8829 Buczkowski      | 1988 RV10                | 14 settembre 1988 | S. J. Bus                        |
| 8830 -               | 1988 VZ                  | 7 novembre 1988   | Y. Kushida, M. Inoue             |
| 8831 Brändström      | 1989 CO5                 | 2 febbraio 1989   | F. Börngen                       |
| 8832 Altenrath       | 1989 EC3                 | 2 marzo 1989      | E. W. Elst                       |
| 8833 Acer            | 1989 RW                  | 3 settembre 1989  | E. W. Elst                       |
| 8834 Anacardium      | 1989 SX2                 | 26 settembre 1989 | E. W. Elst                       |
| 8835 Annona          | 1989 SA3                 | 26 settembre 1989 | E. W. Elst                       |
| 8836 Aquifolium      | 1989 SU3                 | 26 settembre 1989 | E. W. Elst                       |
| 8837 London          | 1989 TF4                 | 7 ottobre 1989    | E. W. Elst                       |
| 8838 -               | 1989 UW2                 | 29 ottobre 1989   | T. Hioki, N. Kawasato            |
| 8839 Novichkova      | 1989 UB8                 | 24 ottobre 1989   | L. I. Chernykh                   |
| 8840 -               | 1989 WT                  | 20 novembre 1989  | S. Ueda, H. Kaneda               |
| 8841 -               | 1990 EA7                 | 2 marzo 1990      | H. Debehogne                     |
| 8842 Bennetmcinnes   | 1990 KF                  | 20 maggio 1990    | R. H. McNaught                   |
| 8843 -               | 1990 OH                  | 22 luglio 1990    | E. F. Helin                      |
| 8844 -               | 1990 QR2                 | 24 agosto 1990    | H. E. Holt                       |
| 8845 -               | 1990 RD                  | 14 settembre 1990 | H. E. Holt                       |
| 8846 -               | 1990 RK7                 | 13 settembre 1990 | H. Debehogne                     |
| 8847 Huch            | 1990 TO3                 | 12 ottobre 1990   | F. Börngen, L. D. Schmadel       |
| 8848 -               | 1990 VK1                 | 12 novembre 1990  | S. Ueda, H. Kaneda               |
| 8849 Brighton        | 1990 VZ4                 | 15 novembre 1990  | E. W. Elst                       |
| 8850 Bignonia        | 1990 VQ6                 | 15 novembre 1990  | E. W. Elst                       |
| 8851 -               | 1990 XB                  | 8 dicembre 1990   | Y. Mizuno, T. Furuta             |
| 8852 Buxus           | 1991 GG6                 | 8 aprile 1991     | E. W. Elst                       |
| 8853 Gerdlehmann     | 1991 GC10                | 9 aprile 1991     | F. Börngen                       |
| 8854 -               | 1991 HC                  | 16 aprile 1991    | N. Kawasato                      |
| 8855 Miwa            | 1991 JL                  | 3 maggio 1991     | S. Otomo, O. Muramatsu           |
| 8856 Celastrus       | 1991 LH1                 | 6 giugno 1991     | E. W. Elst                       |
| 8857 Cercidiphyllum  | 1991 PA7                 | 6 agosto 1991     | E. W. Elst                       |
| 8858 Cornus          | 1991 PT7                 | 6 agosto 1991     | E. W. Elst                       |
| 8859 -               | 1991 PQ11                | 9 agosto 1991     | H. E. Holt                       |
| 8860 Rohloff         | 1991 TE5                 | 5 ottobre 1991    | L. D. Schmadel, F. Börngen       |
| 8861 Jenskandler     | 1991 TF7                 | 3 ottobre 1991    | F. Börngen, L. D. Schmadel       |
| 8862 Takayukiota     | 1991 UZ                  | 18 ottobre 1991   | S. Otomo                         |
| 8863 -               | 1991 UV2                 | 31 ottobre 1991   | S. Ueda, H. Kaneda               |
| 8864 -               | 1991 VU                  | 4 novembre 1991   | Y. Mizuno, T. Furuta             |
| 8865 Yakiimo         | 1992 AF                  | 1 gennaio 1992    | A. Natori, T. Urata              |
| 8866 Tanegashima     | 1992 BR                  | 26 gennaio 1992   | M. Mukai, M. Takeishi            |
| 8867 Tubbiolo        | 1992 BF4                 | 29 gennaio 1992   | Spacewatch                       |
| 8868 Hjorter         | 1992 EE7                 | 1 marzo 1992      | UESAC                            |
| 8869 Olausgutho      | 1992 EE11                | 6 marzo 1992      | UESAC                            |
| 8870 von Zeipel      | 1992 EQ11                | 6 marzo 1992      | UESAC                            |
| 8871 Svanberg        | 1992 EA22                | 1 marzo 1992      | UESAC                            |
| 8872 Ebenum          | 1992 GA4                 | 4 aprile 1992     | E. W. Elst                       |
| 8873 -               | 1992 UM2                 | 21 ottobre 1992   | Y. Mizuno, T. Furuta             |
| 8874 Showashinzan    | 1992 UY3                 | 26 ottobre 1992   | K. Endate, K. Watanabe           |
| 8875 Fernie          | 1992 UP10                | 22 ottobre 1992   | E. Bowell                        |
| 8876 -               | 1992 WU3                 | 23 novembre 1992  | Y. Kushida, O. Muramatsu         |
| 8877 Rentaro         | 1993 BK2                 | 19 gennaio 1993   | T. Seki                          |
| 8878 -               | 1993 FN16                | 17 marzo 1993     | UESAC                            |
| 8879 -               | 1993 FN20                | 19 marzo 1993     | UESAC                            |
| 8880 -               | 1993 FT33                | 19 marzo 1993     | UESAC                            |
| 8881 Prialnik        | 1993 FW36                | 19 marzo 1993     | UESAC                            |
| 8882 Sakaetamura     | 1994 AP2                 | 10 gennaio 1994   | K. Endate, K. Watanabe           |
| 8883 Miyazakihayao   | 1994 BS4                 | 16 gennaio 1994   | T. Kobayashi                     |
| 8884 -               | 1994 CM2                 | 12 febbraio 1994  | A. C. Gilmore, P. M. Kilmartin   |
| 8885 Sette           | 1994 EL3                 | 13 marzo 1994     | M. Tombelli, V. Goretti          |
| 8886 Elaeagnus       | 1994 EG6                 | 9 marzo 1994      | E. W. Elst                       |
| 8887 Scheeres        | 1994 LK1                 | 9 giugno 1994     | E. F. Helin                      |
| 8888 Tartaglia       | 1994 NT1                 | 8 luglio 1994     | E. W. Elst                       |
| 8889 Mockturtle      | 1994 OC                  | 31 luglio 1994    | Y. Shimizu, T. Urata             |
| 8890 Montaigne       | 1994 PS37                | 10 agosto 1994    | E. W. Elst                       |
| 8891 Irokawa         | 1994 RC1                 | 1 settembre 1994  | K. Endate, K. Watanabe           |
| 8892 Kakogawa        | 1994 RC11                | 11 settembre 1994 | M. Sugano, T. Nomura             |
| 8893 -               | 1995 KZ                  | 23 maggio 1995    | T. B. Spahr                      |
| 8894 -               | 1995 PV                  | 2 agosto 1995     | Y. Shimizu, T. Urata             |
| 8895 Nha             | 1995 QN                  | 21 agosto 1995    | K. Watanabe                      |
| 8896 -               | 1995 QG2                 | 24 agosto 1995    | Y. Shimizu, T. Urata             |
| 8897 Defelice        | 1995 SX                  | 22 settembre 1995 | Stroncone                        |
| 8898 Linnaea         | 1995 SL5                 | 29 settembre 1995 | G. P. Emerson                    |
| 8899 Hughmiller      | 1995 SX29                | 22 settembre 1995 | R. H. McNaught                   |
| 8900 AAVSO           | 1995 UD2                 | 24 ottobre 1995   | D. di Cicco                      |

## 8901-9000
| Nome                  | Designazione provvisoria | Data di scoperta  | Scopritore                                             |
| --------------------- | ------------------------ | ----------------- | ------------------------------------------------------ |
| 8901 -                | 1995 UJ4                 | 20 ottobre 1995   | T. Kobayashi                                           |
| 8902 -                | 1995 UK4                 | 20 ottobre 1995   | T. Kobayashi                                           |
| 8903 Paulcruikshank   | 1995 UB7                 | 26 ottobre 1995   | Y. Shimizu, T. Urata                                   |
| 8904 Yoshihara        | 1995 VY                  | 15 novembre 1995  | T. Kobayashi                                           |
| 8905 Bankakuko        | 1995 WJ                  | 16 novembre 1995  | T. Kobayashi                                           |
| 8906 Yano             | 1995 WF2                 | 18 novembre 1995  | T. Kobayashi                                           |
| 8907 Takaji           | 1995 WM5                 | 24 novembre 1995  | T. Kobayashi                                           |
| 8908 -                | 1995 WY6                 | 18 novembre 1995  | S. Ueda, H. Kaneda                                     |
| 8909 Ohnishitaka      | 1995 WL7                 | 27 novembre 1995  | T. Kobayashi                                           |
| 8910 -                | 1995 WV42                | 25 novembre 1995  | S. Ueda, H. Kaneda                                     |
| 8911 Kawaguchijun     | 1995 YA                  | 17 dicembre 1995  | T. Kobayashi                                           |
| 8912 Ohshimatake      | 1995 YN1                 | 21 dicembre 1995  | T. Kobayashi                                           |
| 8913 -                | 1995 YB2                 | 22 dicembre 1995  | NEAT                                                   |
| 8914 Nickjames        | 1995 YP2                 | 25 dicembre 1995  | B. G. W. Manning                                       |
| 8915 Sawaishujiro     | 1995 YK3                 | 27 dicembre 1995  | T. Kobayashi                                           |
| 8916 -                | 1996 CC                  | 1 febbraio 1996   | Beijing Schmidt CCD Asteroid Program                   |
| 8917 Tianjindaxue     | 1996 EU2                 | 9 marzo 1996      | Beijing Schmidt CCD Asteroid Program                   |
| 8918 -                | 1996 OR1                 | 20 luglio 1996    | Beijing Schmidt CCD Asteroid Program                   |
| 8919 Ouyangziyuan     | 1996 TU13                | 9 ottobre 1996    | Beijing Schmidt CCD Asteroid Program                   |
| 8920 -                | 1996 VZ29                | 7 novembre 1996   | S. Ueda, H. Kaneda                                     |
| 8921 -                | 1996 VH30                | 7 novembre 1996   | S. Ueda, H. Kaneda                                     |
| 8922 Kumanodake       | 1996 VQ30                | 10 novembre 1996  | T. Okuni                                               |
| 8923 Yamakawa         | 1996 WQ1                 | 30 novembre 1996  | T. Kobayashi                                           |
| 8924 Iruma            | 1996 XA32                | 14 dicembre 1996  | N. Sato                                                |
| 8925 Boattini         | 1996 XG32                | 4 dicembre 1996   | M. Tombelli, U. Munari                                 |
| 8926 Abemasanao       | 1996 YK                  | 20 dicembre 1996  | T. Kobayashi                                           |
| 8927 Ryojiro          | 1996 YT                  | 20 dicembre 1996  | T. Kobayashi                                           |
| 8928 -                | 1996 YH2                 | 23 dicembre 1996  | Beijing Schmidt CCD Asteroid Program                   |
| 8929 Haginoshinji     | 1996 YQ2                 | 29 dicembre 1996  | T. Kobayashi                                           |
| 8930 Kubota           | 1997 AX3                 | 6 gennaio 1997    | T. Kobayashi                                           |
| 8931 Hirokimatsuo     | 1997 AC4                 | 6 gennaio 1997    | T. Kobayashi                                           |
| 8932 Nagatomo         | 1997 AR4                 | 6 gennaio 1997    | T. Kobayashi                                           |
| 8933 Kurobe           | 1997 AU6                 | 6 gennaio 1997    | N. Sato                                                |
| 8934 Nishimurajun     | 1997 AQ12                | 10 gennaio 1997   | T. Kobayashi                                           |
| 8935 Beccaria         | 1997 AV13                | 11 gennaio 1997   | P. Sicoli, M. Cavagna                                  |
| 8936 Gianni           | 1997 AS17                | 14 gennaio 1997   | Osservatorio di Farra d'Isonzo                         |
| 8937 Gassan           | 1997 AK19                | 13 gennaio 1997   | T. Okuni                                               |
| 8938 -                | 1997 AF21                | 9 gennaio 1997    | S. Ueda, H. Kaneda                                     |
| 8939 Onodajunjiro     | 1997 BU1                 | 29 gennaio 1997   | T. Kobayashi                                           |
| 8940 Yakushimaru      | 1997 BA2                 | 29 gennaio 1997   | T. Kobayashi                                           |
| 8941 Junsaito         | 1997 BL2                 | 30 gennaio 1997   | T. Kobayashi                                           |
| 8942 Takagi           | 1997 BR2                 | 30 gennaio 1997   | T. Kobayashi                                           |
| 8943 Stefanozavka     | 1997 BH3                 | 30 gennaio 1997   | Stroncone                                              |
| 8944 Ortigara         | 1997 BF9                 | 30 gennaio 1997   | U. Munari, M. Tombelli                                 |
| 8945 Cavaradossi      | 1997 CM                  | 1 febbraio 1997   | P. G. Comba                                            |
| 8946 Yoshimitsu       | 1997 CO                  | 1 febbraio 1997   | T. Kobayashi                                           |
| 8947 Mizutani         | 1997 CH26                | 14 febbraio 1997  | T. Kobayashi                                           |
| 8948 -                | 1997 CW27                | 6 febbraio 1997   | Beijing Schmidt CCD Asteroid Program                   |
| 8949 -                | 1997 CM28                | 13 febbraio 1997  | Beijing Schmidt CCD Asteroid Program                   |
| 8950 -                | 1997 EG46                | 15 marzo 1997     | Beijing Schmidt CCD Asteroid Program                   |
| 8951 -                | 1997 FO                  | 19 marzo 1997     | Beijing Schmidt CCD Asteroid Program                   |
| 8952 ODAS             | 1998 EG2                 | 2 marzo 1998      | ODAS                                                   |
| 8953 -                | 1998 FC61                | 20 marzo 1998     | LINEAR                                                 |
| 8954 Baral            | 1998 FK62                | 20 marzo 1998     | LINEAR                                                 |
| 8955 -                | 1998 FR79                | 24 marzo 1998     | LINEAR                                                 |
| 8956 -                | 1998 FN119               | 31 marzo 1998     | LINEAR                                                 |
| 8957 Koujounotsuki    | 1998 FM125               | 22 marzo 1998     | T. Seki                                                |
| 8958 Stargazer        | 1998 FJ126               | 23 marzo 1998     | J. Broughton                                           |
| 8959 Oenanthe         | 2550 P-L                 | 24 settembre 1960 | C. J. van Houten, I. van Houten-Groeneveld, T. Gehrels |
| 8960 Luscinioides     | 2575 P-L                 | 24 settembre 1960 | C. J. van Houten, I. van Houten-Groeneveld, T. Gehrels |
| 8961 Schoenobaenus    | 2702 P-L                 | 24 settembre 1960 | C. J. van Houten, I. van Houten-Groeneveld, T. Gehrels |
| 8962 Noctua           | 2771 P-L                 | 24 settembre 1960 | C. J. van Houten, I. van Houten-Groeneveld, T. Gehrels |
| 8963 Collurio         | 4651 P-L                 | 24 settembre 1960 | C. J. van Houten, I. van Houten-Groeneveld, T. Gehrels |
| 8964 Corax            | 7643 P-L                 | 17 ottobre 1960   | C. J. van Houten, I. van Houten-Groeneveld, T. Gehrels |
| 8965 Citrinella       | 9511 P-L                 | 17 ottobre 1960   | C. J. van Houten, I. van Houten-Groeneveld, T. Gehrels |
| 8966 Hortulana        | 3287 T-1                 | 26 marzo 1971     | C. J. van Houten, I. van Houten-Groeneveld, T. Gehrels |
| 8967 Calandra         | 4878 T-1                 | 13 maggio 1971    | C. J. van Houten, I. van Houten-Groeneveld, T. Gehrels |
| 8968 Europaeus        | 1212 T-2                 | 29 settembre 1973 | C. J. van Houten, I. van Houten-Groeneveld, T. Gehrels |
| 8969 Alexandrinus     | 1218 T-2                 | 29 settembre 1973 | C. J. van Houten, I. van Houten-Groeneveld, T. Gehrels |
| 8970 Islandica        | 1355 T-2                 | 29 settembre 1973 | C. J. van Houten, I. van Houten-Groeneveld, T. Gehrels |
| 8971 Leucocephala     | 2256 T-2                 | 29 settembre 1973 | C. J. van Houten, I. van Houten-Groeneveld, T. Gehrels |
| 8972 Sylvatica        | 2319 T-2                 | 29 settembre 1973 | C. J. van Houten, I. van Houten-Groeneveld, T. Gehrels |
| 8973 Pratincola       | 3297 T-2                 | 30 settembre 1973 | C. J. van Houten, I. van Houten-Groeneveld, T. Gehrels |
| 8974 Gregaria         | 3357 T-2                 | 25 settembre 1973 | C. J. van Houten, I. van Houten-Groeneveld, T. Gehrels |
| 8975 Atthis           | 4076 T-2                 | 29 settembre 1973 | C. J. van Houten, I. van Houten-Groeneveld, T. Gehrels |
| 8976 Leucura          | 4221 T-2                 | 29 settembre 1973 | C. J. van Houten, I. van Houten-Groeneveld, T. Gehrels |
| 8977 Paludicola       | 4272 T-2                 | 29 settembre 1973 | C. J. van Houten, I. van Houten-Groeneveld, T. Gehrels |
| 8978 Barbatus         | 3109 T-3                 | 16 ottobre 1977   | C. J. van Houten, I. van Houten-Groeneveld, T. Gehrels |
| 8979 Clanga           | 3476 T-3                 | 16 ottobre 1977   | C. J. van Houten, I. van Houten-Groeneveld, T. Gehrels |
| 8980 Heliaca          | 4190 T-3                 | 16 ottobre 1977   | C. J. van Houten, I. van Houten-Groeneveld, T. Gehrels |
| 8981 -                | 1964 YJ                  | 1 dicembre 1964   | Purple Mountain Observatory                            |
| 8982 Oreshek          | 1973 SQ3                 | 25 settembre 1973 | L. V. Zhuravleva                                       |
| 8983 Rayakazakova     | 1977 ED1                 | 13 marzo 1977     | N. S. Chernykh                                         |
| 8984 Derevyanko       | 1977 QD3                 | 22 agosto 1977    | N. S. Chernykh                                         |
| 8985 Tula             | 1978 PV3                 | 9 agosto 1978     | N. S. Chernykh, L. I. Chernykh                         |
| 8986 Kineyayasuyo     | 1978 VN2                 | 1 novembre 1978   | K. Tomita                                              |
| 8987 Cavancuddy       | 1978 VD4                 | 7 novembre 1978   | E. F. Helin, S. J. Bus                                 |
| 8988 Hansenkoharcheck | 1979 MA4                 | 25 giugno 1979    | E. F. Helin, S. J. Bus                                 |
| 8989 -                | 1979 XJ                  | 15 dicembre 1979  | H. Debehogne, E. R. Netto                              |
| 8990 Compassion       | 1980 DN                  | 19 febbraio 1980  | Kleť                                                   |
| 8991 Solidarity       | 1980 PV1                 | 6 agosto 1980     | ESO                                                    |
| 8992 Magnanimity      | 1980 TE7                 | 14 ottobre 1980   | Purple Mountain Observatory                            |
| 8993 Ingstad          | 1980 UL                  | 30 ottobre 1980   | R. M. West                                             |
| 8994 Kashkashian      | 1980 VG                  | 6 novembre 1980   | B. A. Skiff                                            |
| 8995 Rachelstevenson  | 1981 EB9                 | 1 marzo 1981      | S. J. Bus                                              |
| 8996 Waynedwards      | 1981 EC10                | 1 marzo 1981      | S. J. Bus                                              |
| 8997 Davidblewett     | 1981 ES14                | 1 marzo 1981      | S. J. Bus                                              |
| 8998 Matthewizawa     | 1981 EG23                | 3 marzo 1981      | S. J. Bus                                              |
| 8999 Tashadunn        | 1981 EJ28                | 2 marzo 1981      | S. J. Bus                                              |
| 9000 Hal              | 1981 JO                  | 3 maggio 1981     | E. Bowell                                              |